# Ford Mustang
Ford Mustang je sportovní automobil vyráběný firmou Ford Motor Company. Zpočátku byl založen na modelu Ford Falcon. Výroba vozu začala 9. března 1964 v Dearbornu, Michigan a veřejnosti byl představen 17. dubna 1964 v New Yorku.
Byl to nejúspěšnější Ford od Modelu A. Název navrhl John Najjar podle letounu North American P-51 Mustang. V letech 1967–1969 probíhala výroba vrcholné verze Shelby Mustang GT 500.
Ohromný úspěch Mustangu vedl ke zrodu nové třídy vozidel – pony car, kompaktních výkonných kupé s dlouhou přední kapotou a krátkou zádí. Tak se zrodily další vozy, jako např. Chevrolet Camaro, AMC Javelin nebo Plymouth Barracuda.
 Mustang inspiroval i některá kupé, jako Toyota Celica a Ford Capri.
V roce 1971 se objevila nejsilnější verze – Mustang BOSS. Sedmilitrový motor V8 dosahoval výkonu 279,5 kW.
V roce 1974 se představila druhá generace. Ta byla ve všech rozměrech menší. Poháněl ji motor V6 o objemu 2,8 litru z typu Capri.
V roce 1979 se představila třetí generace zvaná Fox Body, dle podvozkové platformy FOX. Tato generace byla nejdéle vyráběnou a to dlouhých 15 let až do roku 1994 v několika faceliftech.
V roce 1995 přišla na svět čtvrtá generace SN-95, ta měla celkem 3 facelifty. První proběhl už v roce 1996, kde se změnila zadní světla z horizontálních na vertikální 3 segmenty a změnila se konfigurace GT motorů ze starého 5,0 Windsoru na 4,6 Modular. Elektronika dostala OBD2 diagnostický konektor. Druhý větší facelift proběhl v roce 1998 kde se změnil design ve jménu New Edge, Mustang dostal hranatější tvary.
V roce 2005 se začal vyrábět pátá generace vozu s označením S197. Zde proběhly také celkem 3 výraznější facelifty a změny motorů. První řada 05-09 tzv. Retro. Pak verze MY2010-12, kde došlo od roku 2011 ke změně motorové palety a od roku 2013 jen lehký exteriérový a interiérový facelift.
V roce 2015, tedy padesát let po první verzi se představila zatím poslední šestá generace, která se začala prodávat jako globální model, tedy celosvětově.

## První generace (1964–1973)

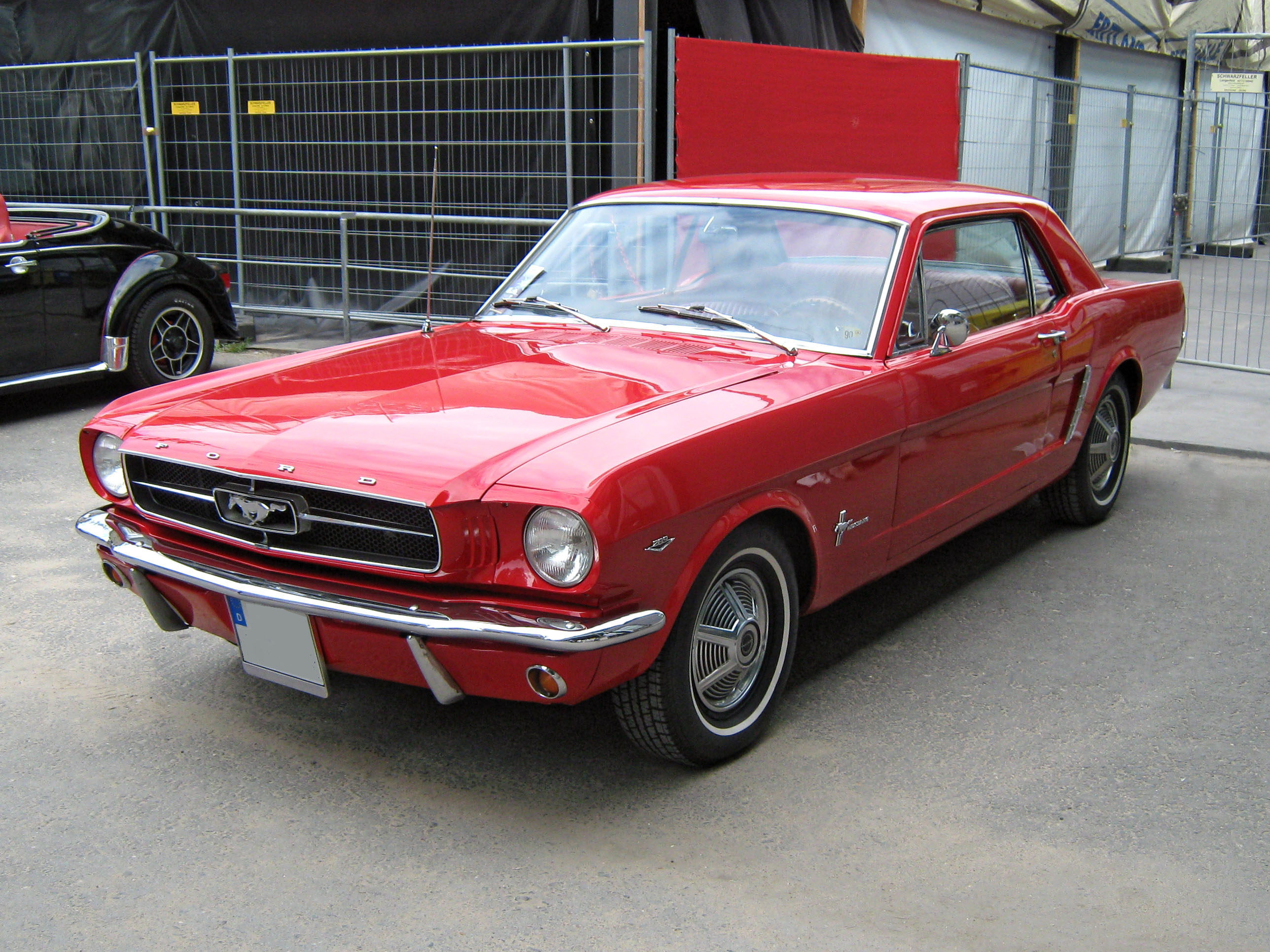
Ford Mustang první generace

První prototyp byl vyroben v USA, byl to dvousedadlový roadster s vidlicovým čtyřválcovým motorem a podobal se pozdějšímu Pontiacu Fiero [zdroj?]. Později byl v divizích fordu Lincoln a Mercury přestavěn na čtyřsedadlový kvůli zkušenostem s prodejností dvousedadlové verze Fordu Thunderbird, a měla to být varianta k evropským sportovním vozům jako byl Jaguar E-type a nebo ke konkurenční Corvette. Kvůli snížení nákladů na vývoj používal Mustang spoustu součástí z Fordů Fairlane a Falcon. Velikostně se velmi podobal Falconu – Mustang byl stejně dlouhý, měl o trochu kratší rozvor, byl užší, ale rozchod kol byl stejný a vážil skoro také stejně.

Vůz byl představen v dubnu 1964. Na začátku roku 1965 byl upraven a tak jsou první modely označovány jako model 1965. Model Fastback 1965 měl motory o obsahu 4,7 l neboli 289 cui. Původně se očekávalo, že se za první rok vyrobí 100 000 Mustangů, ale celkový počet nakonec dosáhl milionu. Po modelu 1965 vznikl model 1967, kde ford začal používat daleko více techniky z již existujících modelů pro snížení jak výrobních nákladů tak nákladů na školení servisního personálu. Tím bylo dosaženo výrazného snížení ceny jak samotného vozu tak náhradních dílů. Modely 1968, 1969 a model 1971. V roce 1969 a 1970 se vyráběly i speciální modely Mach 1, Boss 302 a Boss 429. Tento rok byl také naposledy k dostání ve verzi GT. Oba typy Boss byly homologovány i pro závodní účely. V roce 1971 byly Mustangy rozšířeny o 3 palce, rozvor se zvětšil o 3 palce.

## Druhá generace (1974–1978)

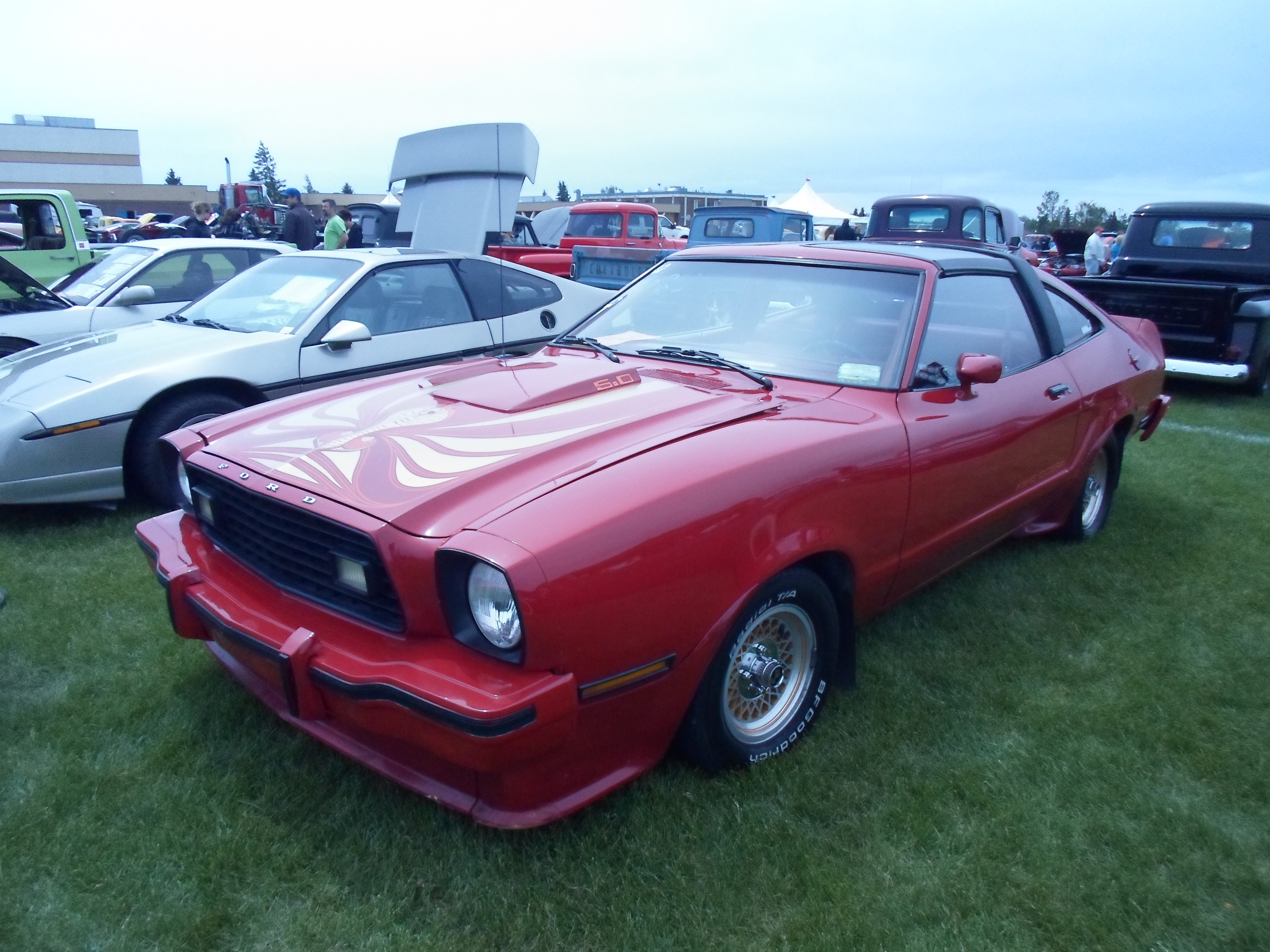
Druhá generace Fordu Mustang

Druhá generace byla uvedena na trh dva měsíce před ropnou krizí, kdy byl schválen nový zákon o ochraně ovzduší a emisích. Auta, která spalovala příliš mnoho benzínu, přestala být oblíbená a s nimi i Mustang. Nový Mustang měl být odvozen od modelu Maverick, ale nakonec se jeho základem stal Ford Pinto. Původně se měl co nejvíce podobat v rozměrech a síle starému Mustangu, ale nakonec byl menší a kvůli součástkám na snížením emisí i těžší. Motor byl slabší a kvůli tomu se i cválající kůň na masce změnil spíše na klusajícího.
Nový vůz přišel do výroby roku 1974. Byl modernizován roku 1975 a 1976, ukončení výroby se dočkal už v roce 1978. Druhý model nebyl moc oblíbený o čemž svědčí i délka jeho výrobního života. V roce 1976 a 1977 byly vyráběny verze Cobra II a v roce 1978 Cobra R, které měly motor V8 o obsahu pět litrů a větší výkon, ale zůstal na maximu 175 koní.
Prodejnost tohoto modelu ovlivnila i samotná "Globální" automobilka Ford, která evropský model Ford Capri v USA prodávala pod značkou Mercury Capri II, které v roce 1979 nahradila pro severoamerický trh podvozkem typu Fox.

## Třetí generace (1979–1993)

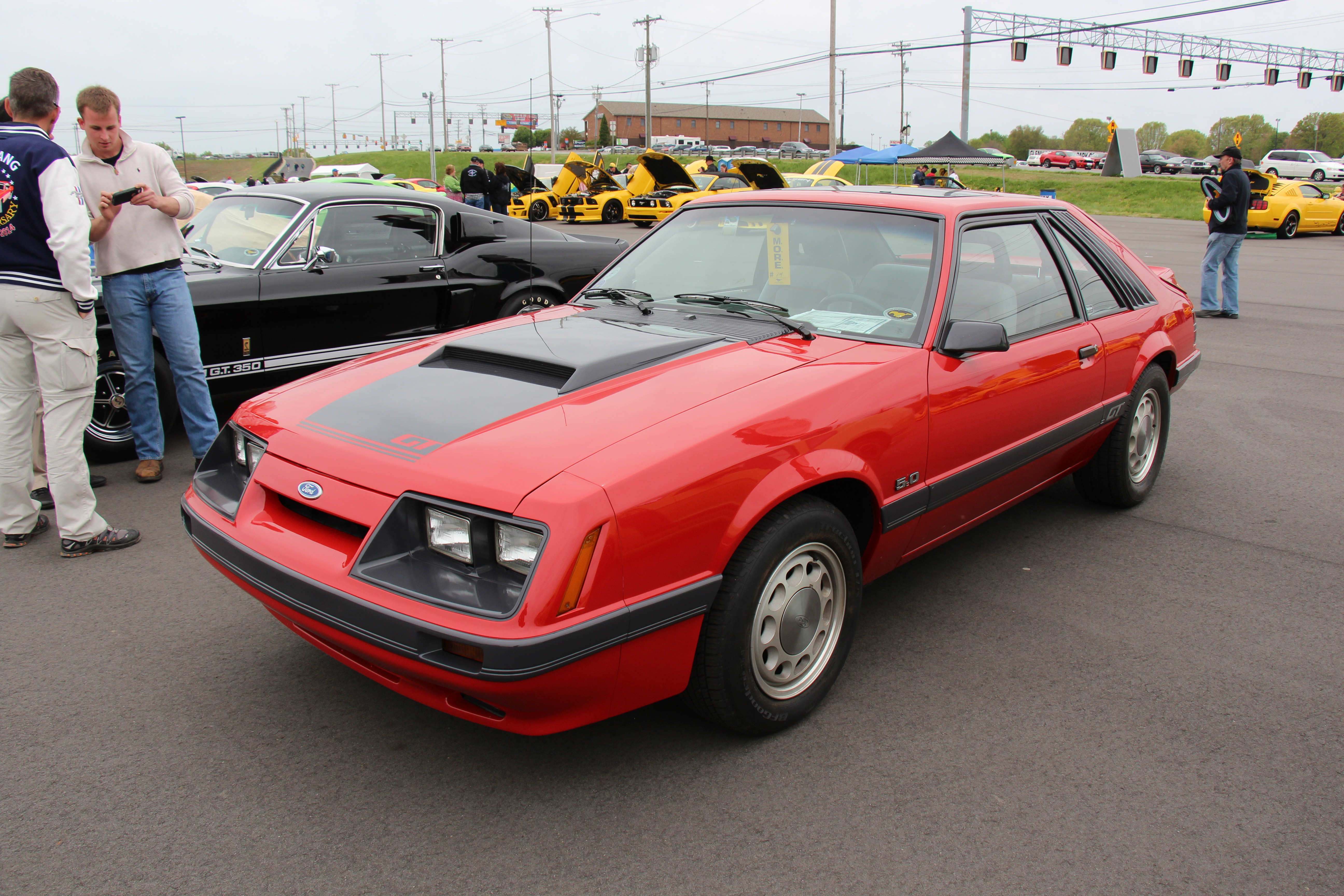
Třetí generace před faceliftem

Třetí generace Fordu Mustang se vyráběla v letech 1979–1993. Vůz byl založen na platformě Fox a byl vybaven různými motory – od čtyřválce o objemu 2,3 litru až po pětilitrový vidlicový osmiválec. V roce 1982 byla představena nová verze otevřeného Mustangu Convertible. Karoserie byly typu Coupé, notchback, hatchback a později již zmíněný Convertible. Typy těchto modelů byly L, GL, GLX, LX, GT, GTS, Turbo GT (1983–84), SVO (1984–86), Cobra (1979–81,1993), Cobra R (1993), a Ghia. v roce 1986 byly karburátory nahrazeny elektronickým vstřikováním EFI. V roce 1987 prošla třetí generace faceliftem, kde se čtyři oči změnily na velkoplošné svítilny, změnila se aerodynamika vozu včetně nových předních a zadních nárazníků.
V reakci na propadající se prodeje a stupňující se ceny pohonných hmot během časných 80. let byl nový Mustang neustále ve vývoji. Ford se v té době spojil s Mazdou do AutoAlliance International Flat Rock a Mustang měl mít společný vývoj s Mazdou MX-6 v Michiganské továrně ve Flat Rocku. Výsledkem byl facelift stávajícího Mustangu v roce 1987, zatímco varianta MX-6 byl od roku 1989 Ford Probe.

## Čtvrtá generace (1994–2004)

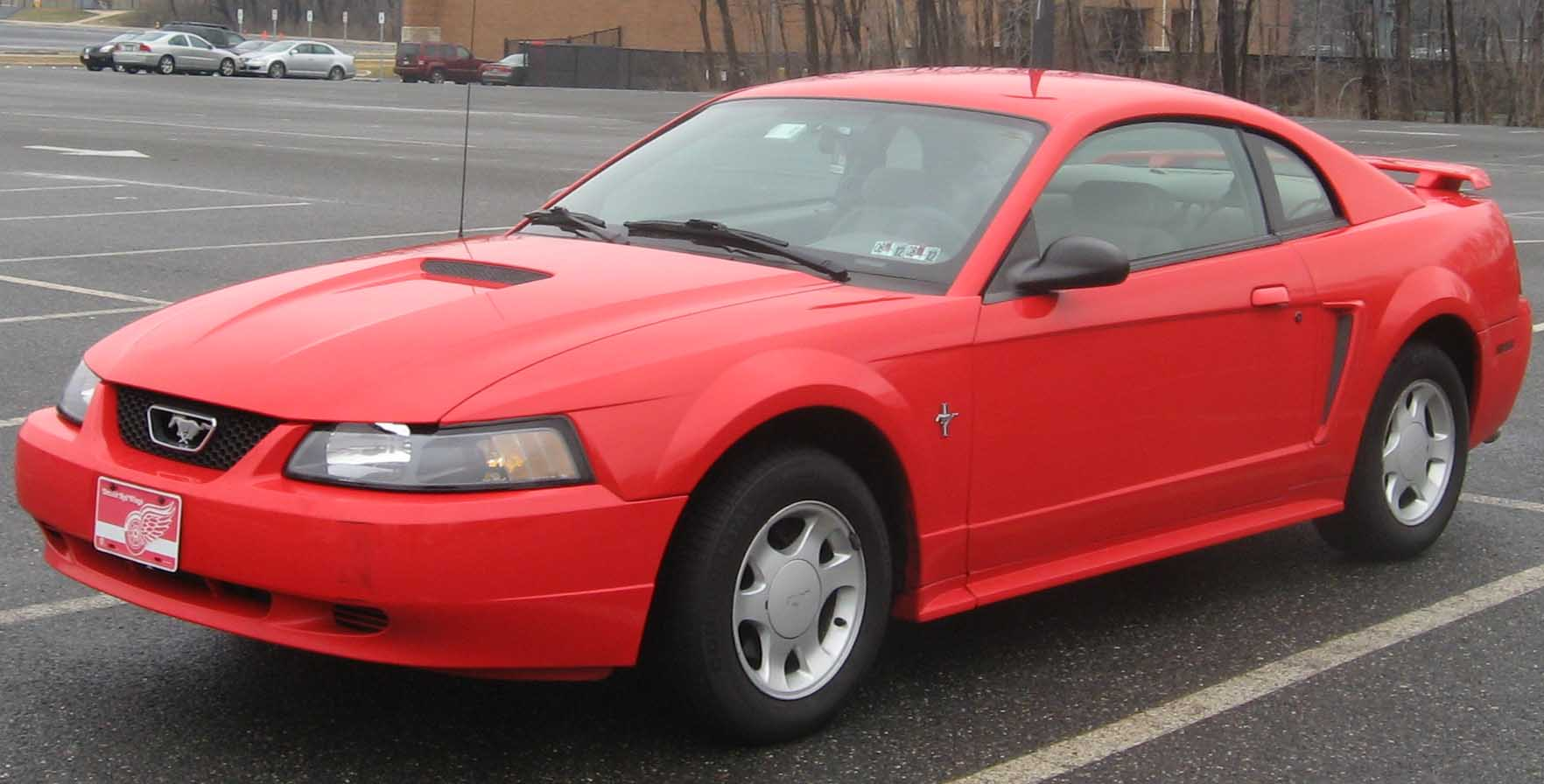
Čtvrtá generace po faceliftu

Čtvrtá generace byla založena na platformě s označením SN-95 a vyráběla se v letech 1994–2004. Ford u tohoto modelu zcela opustil čtyřválcové motory – k dispozici byly šestiválce o objemu 3,8 litru a dvouventilový vidlicový osmiválec 4,6 l. Popřípadě u verzí Mach 1 a SVT Cobra verzí čtyřventilovou. V roce 1996 proběhl menší facelift zadních světel z tří vertikálních segmentů na klasické tři horizontální, a nasazení OBD2. Modelový rok 1999 přinesl zásadnější facelift jak přední, tak zadní části vozu, i zvýšení výkonů motorů jak 3,8 l, tak 4,6 l. V roce 2001 Ford uvedl model Bullitt a v letech 2003 a 2004 byly k dostání modely Mach 1 a SVT Cobra.

## Pátá generace (2005–2014)

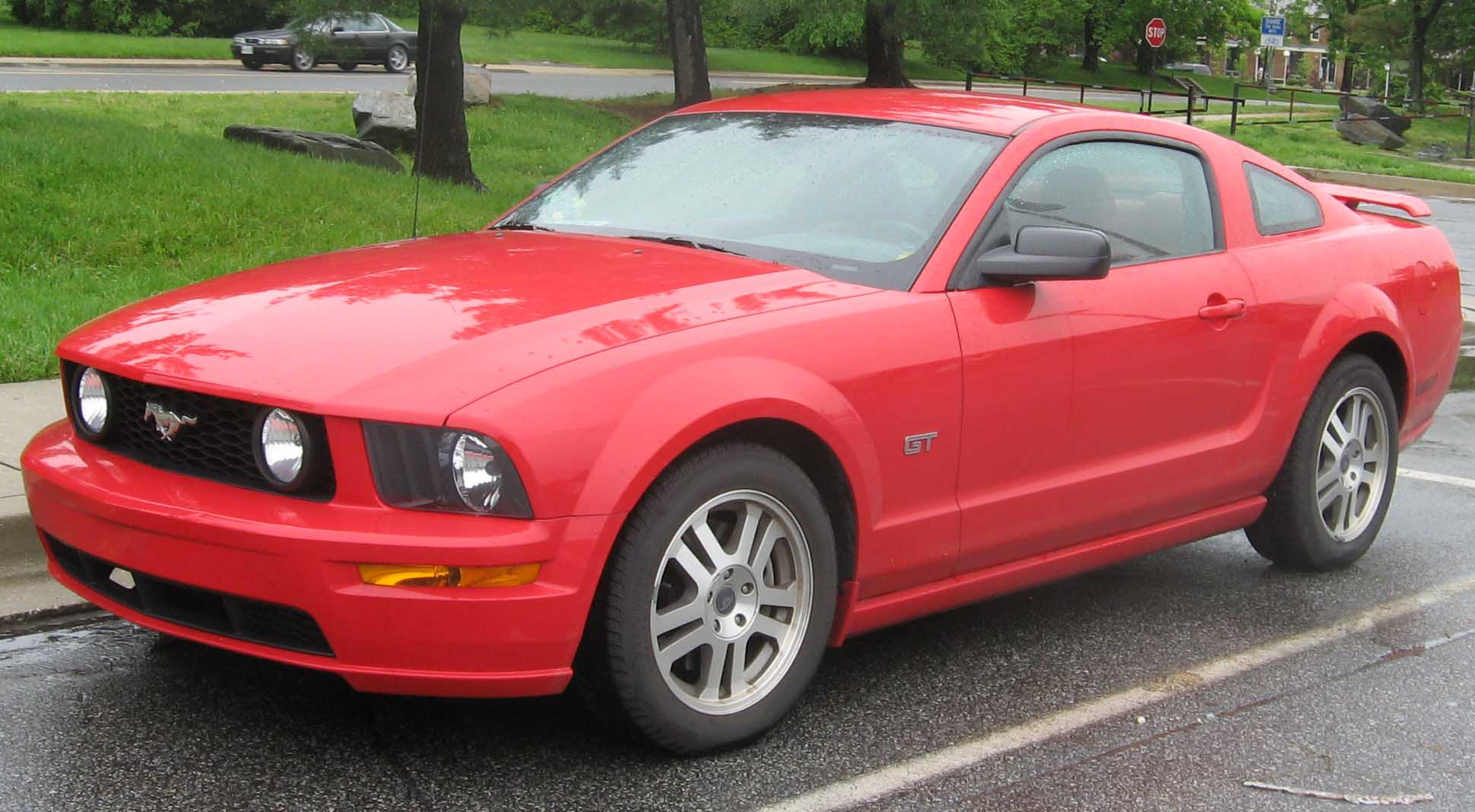
Pátá generace MY2005–2009

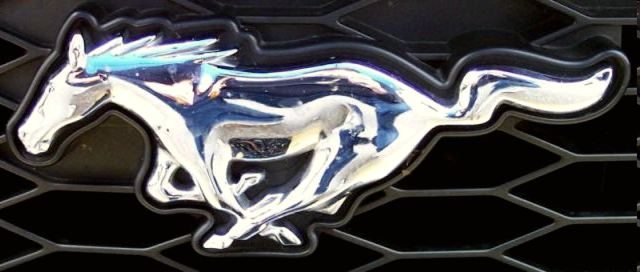
2005 model Ford Mustang znak

Ford představil v roce 2005 přepracovaný Mustang modelový rok 2005 (MY2005). Byl představen už v roce 2004 k 40. výročí výroby Mustangu na North American Internation Auto Show s kódovým označením "S-197" který byl založen na nové podvozkové platformě D2C. Design a koncepce Mustangů páté generace se vrací ke stylu šedesátých let typu FastBack. Pátá generace se vyráběla v závodě Flat Rock ve státě Michigan. V roce 2010 proběhl facelift celého modelu, jak exteriéru tak interiéru, ale bez změny motorů. Model 2010 se začal vyrábět už na jaře 2009. Došlo ke snížení koeficientu odporu vzduchu o 4 % u modelu V6 Base a u modelu GT o 7 %. Motor u verze GT byl lehce revidován a místo původních 300 koní začal dávat 229 kW, což je 315 koní. V roce 2011 došlo k obměně motorů a převodovek u všech verzí, ale design se neměnil. V roce 2013 proběhl další menší facelift exteriéru i interiéru a drobné změny na motorech a převodovkách.
Modely:
V6 2005–2010
Základní model V6 byl poháněn litinovým šestiválcem V6 o obsahu 4,0 litru SOHC s výkonem 157 kW, tedy 210 koní, řady Cologne.
V6 2011–2014
Základní model V6 byl vyměněn za nový agregát o obsahu 3,7 l s 24ventilovou technikou a nezávislým časováním vačkových hřídelů s výkonem 227 kW tedy 305 koní a 380 Nm řady Ti-VCT. Došlo i k výměně za novou převodovku, a to manuální Ford Getrag MT2 se šesti převodovými stupni nebo automatickou převodovku Ford 6R80 založenou na typu ZF 6HP26 pod licencí Fordu. Motor byl lehčí o 18 kg a měl nový dvojitý výfuk. Motor byl řady Cyclone.
GT 2005–2010
Pro model GT byl použit hliníkový modulární blok V8 o obsahu 4,6 l SOHC s tříventilovou technikou a proměnným časováním ventilů VCT, který produkoval 224 kW tedy 300 koní. Základní modely měly pětistupňovou manuální převodovku Tremec TR-3650 nebo volitelnou automatickou převodovku Ford 5R55S. U modelu GT byly stejné převodovky.
GT 2011–2012

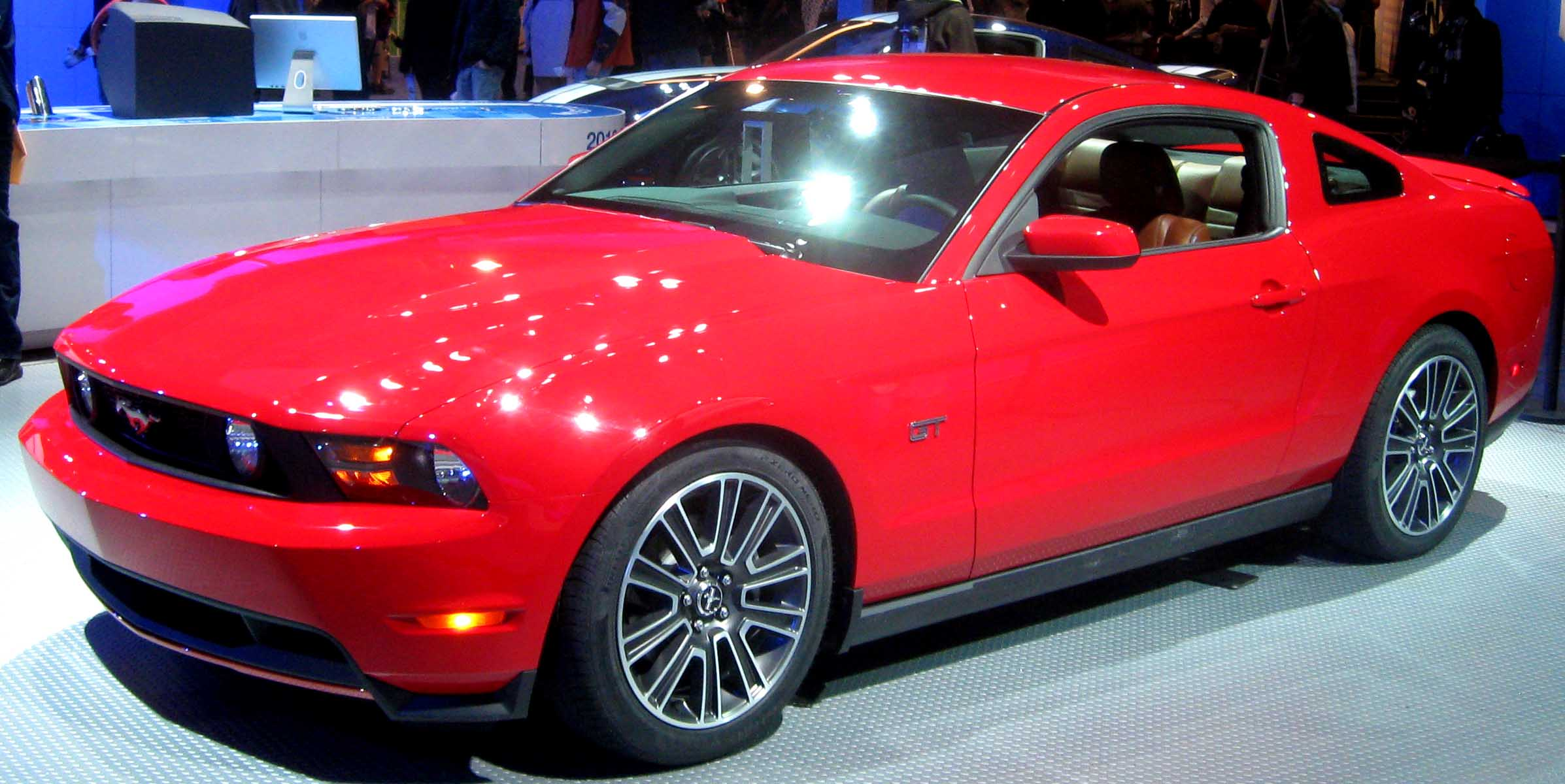
Ford Mustang GT MY2010–2012

V modelovém roce 2011 se začal montovat nový motor i pro verzi GT, který měl obsah 5,0 l (302 cui) a 32 ventilů, označovaný jako řada "Coyote", produkující 412 koní a 528 Nm. S příplatkovými brzdami Brembo a 19" koly a výkonnými pneumatikami.
GT 2013–2014
Modely V6 a GT byly ke sklonku roku 2012 revidovány. Změnou prošly mřížky chladiče, nové zadní LED a přední světlomety (Xenon ve standardu) a zadní kufr dostal černou výplň mezi světly.

### Motory
| Model                      |  | Typ         | Rok       | Výkon, točivý moment                         | 0–100 | Max. km/h | Spotřeba  |
| -------------------------- |  | ----------- | --------- | -------------------------------------------- | ----- | --------- | --------- |
| Mustang (4,0 l V6)         |  | Cologne     | 2005–2010 | 210 hp (157 kW) 5300, 240 lbft (325 Nm) 3500 |       | 190       |           |
| Mustang (3,7 l V6)         |  | Cyclone     | 2011-2017 | 305 hp (227 kW) 6500, 280 lbft (380 Nm) 4250 | 5,3   | 240       |           |
| Mustang GT (4,6 l V8)      |  | Modular     | 2005–2009 | 300 hp (224 kW) 6000, 325 lbft (441 Nm) 4250 | 6,2   | 238       | 20/15/9,4 |
| Mustang GT (4,6 l V8)      |  | Modular     | 2010      | 315 hp (235 kW) 6000, 325 lbft (441 Nm) 4250 |       |           |           |
| Mustang GT (5,0 l V8)      |  | Coyote      | 2011–2012 | 412 hp (307 kW) 6500, 390 lbft (529 Nm) 4250 |       |           |           |
| Boss 302 (5,0 l V8)        |  | Road Runner | 2012      | 444 hp (331 kW) 7500, 380 lbft (515 Nm) 4250 | 4,2   | 250       |           |
| Boss 302 (5,0 l V8)        |  | Road Runner | 2013–2014 | 420 hp (313 kW), 380 lbft (529 Nm)           | 4,2   | 250       |           |
| Mustang GT (5,0 l V8)      |  | Coyote      | 2013–2014 | 420 hp (313 kW) 6500, 390 lbft (529 Nm) 4250 | 4,6   | 235       |           |
| Shelby GT500 (5,4 l SC V8) |  | Triton      | 2010      | 540 hp (403 kW) 6000, 510 lbft (691 Nm) 4800 | 4,0   | 250       |           |
| Shelby GT500 (5,4 l SC V8) |  | Triton      | 2011–2012 | 550 hp (410 kW) 6200, 510 lbft (691 Nm) 4250 | 4,0   | 250       |           |
| Shelby GT500 (5,8 l SC V8) |  | Trinity     | 2013–2014 | 662 hp (494 kW) 6250, 631 lbft (856 Nm) 4000 | 3,5   | 325       |           |
| Mustang GT (2,3 l I4)      |  |             | 2015–     | 231 hp (227 kW), 300 lbft (407 Nm)           | 5,4   | 230       |           |
| Mustang GT (5,0 l V8)      |  | Coyote      | 2015–     | 420 hp (313 kW), 390 lbft (529 Nm)           | 4,8   | 250       |           |
| Shelby GT350 (5,2 l V8)    |  | Voodoo      | 2015–2020 | 526 hp (392 kW), 429 lbft (582 Nm)           | 3,9   | 290       |           |
| Shelby GT350R (5,2 l V8)   |  | Voodoo      | 2016–     | 526 hp (392 kW), 429 lbft (582 Nm)           | 3,9   | 285       |           |

## Šestá generace 2015

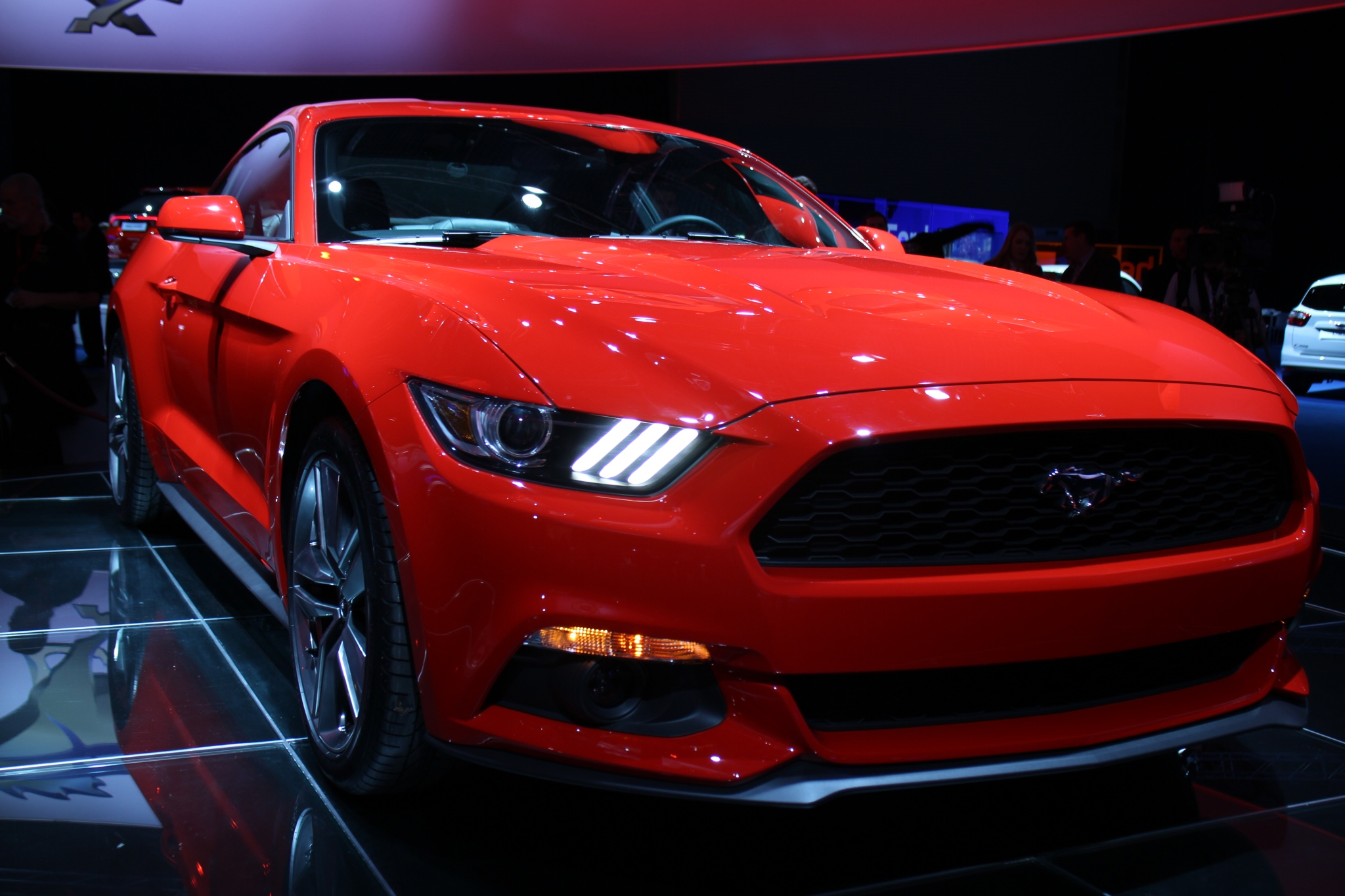
šestá generace MY2015

, kde Ford představil šestou generaci v prosinci 2013. Nepočítaje model SVT Cobra z let 2003–2004 to je první model Mustangu, který je vybaven nezávislým zavěšením kol zadní nápravy a zároveň se jedná o první Mustang, který se prodává po celém světě.
Ford Mustang modelové řady 2015 je sériově vyráběný vůz od června 2014. Jeho pětilitrový osmiválec Coyote má zatím nejvyšší výkon (435 koní), jaký byl dosud u Mustangů vyráběn. Točivý moment je 545 Nm. Převodovka je manuální šestistupňová.
Pro americký trh se dodávaly tři motory. Prvotní a prověřený motor 3,7 l V6 Cyclone, jehož konstrukce sahá v podstatě až do roku 1962 a jedná se o jednu z nejspolehlivějších konstrukcí motoru. Pro modely GT motor 5,0 l V8 Coyote druhé generace, a nově také přeplňovaný motor 2,3 l I4 Ecoboost.
Pro evropský trh se v současnosti dodává jen varianta 5,0 l V8. V minulosti byla dostupná i verze 2,3 l Ecoboost, která se však netěšila velkému zájmu, a proto Ford tuto verzi již pro evropské trhy, včetně České republiky, nenabízí. Na českém trhu cena za základní model s motorem 2,3 l Ecoboost začínala na 880 000 Kč a pro model GT byla stanovena na 1 005 000 Kč. Už základní výbava obsahovala kožené sedačky. Jak už bývá u modelu Mustang zvykem, lze si připlatit za balíček PREMIUM, popřípadě Recaro sedačky.
V modelovém roce 2015 se začala prodávat verze Shelby GT350 s atmosférickým motorem V8 Voodoo s plochou klikovou hřídelí (tzv. Flat Plane Crank) o objemu 5,2 l s výkonem 526 koní a točivým momentem 582 Nm. Jeho prodej byl zaměřený jen na vybrané trhy a v roce 2020 skončila jeho výroba. 
V roce 2017 přišel facelift MY 2018 s novými předními a zadními světly. Přestala se vyrábět verze 3,7 V6 a v nabídce zůstaly jen verze 2,3 l Ecoboost a 5,0 l Coyote. Pro obě motorové verze se také začala osazovat nová desetistupňová automatická převodovka, kterou Ford vyvinul společně s GM. Motor Coyote se začal dodávat už ve třetí generaci, s přímým i nepřímým vstřikem, který zlepšil už takto dobré emisní parametry a výkon.
V modelovém roce 2020 přišel na trh Ford Performance (vysoce výkonná divize Ford Motor Company zaměřená na závodní auta) s 3. generací Shelby GT500. Ten je poháněný 2.65 l kompresorem přeplňovaným motorem V8 Predator o objemu 5,2 l s výkonem 760 koní a točivým momentem 847 Nm. Jedná se o první mustang s (7 stupňovou automatickou) dvouspojkovou převodovkou. Jeho prodej byl zprvu zaměřený na Severní Ameriku a země Středního východu kvůli Evropským emisním regulacím, ale nakonec se ho povedlo dostat i na evropský trh. V roce 2023 má údajně skončit výroba kvůli 7. generaci Ford Mustang.
V Roce 2020 se do Evropy dostala verze Mach 1, která má hodně společných komponentů z modelu GT350, kromě motoru.

## Elektrické SUV (2020–současnost)
Ford Mustang Mach-E
Ford Mustang Mach-E GT byl představen v roce 2019 17. listopadu v Los Angeles na LA Auto Show
Tento vůz nijak nesouvisí s třídou pony car a využívá marketingovou značku Mustang pro elektrickou verzi crossoveru se zadním náhonem a náhonem na všechna čtyři kola. Měl by mít dojezd 210–375 mil, tedy 340–605 km a updatovaný Ford Sync system s 15,5 palcovým displayem. Mustang Mach-E přichází v několika rozdílných stupních výbavy, a to First Edition, Select, Premium, California Route 1, a GT. Mach-E Mustang také nabízí "standardní a prodloužený dojezd na baterie".

## Galerie jednotlivých modelů

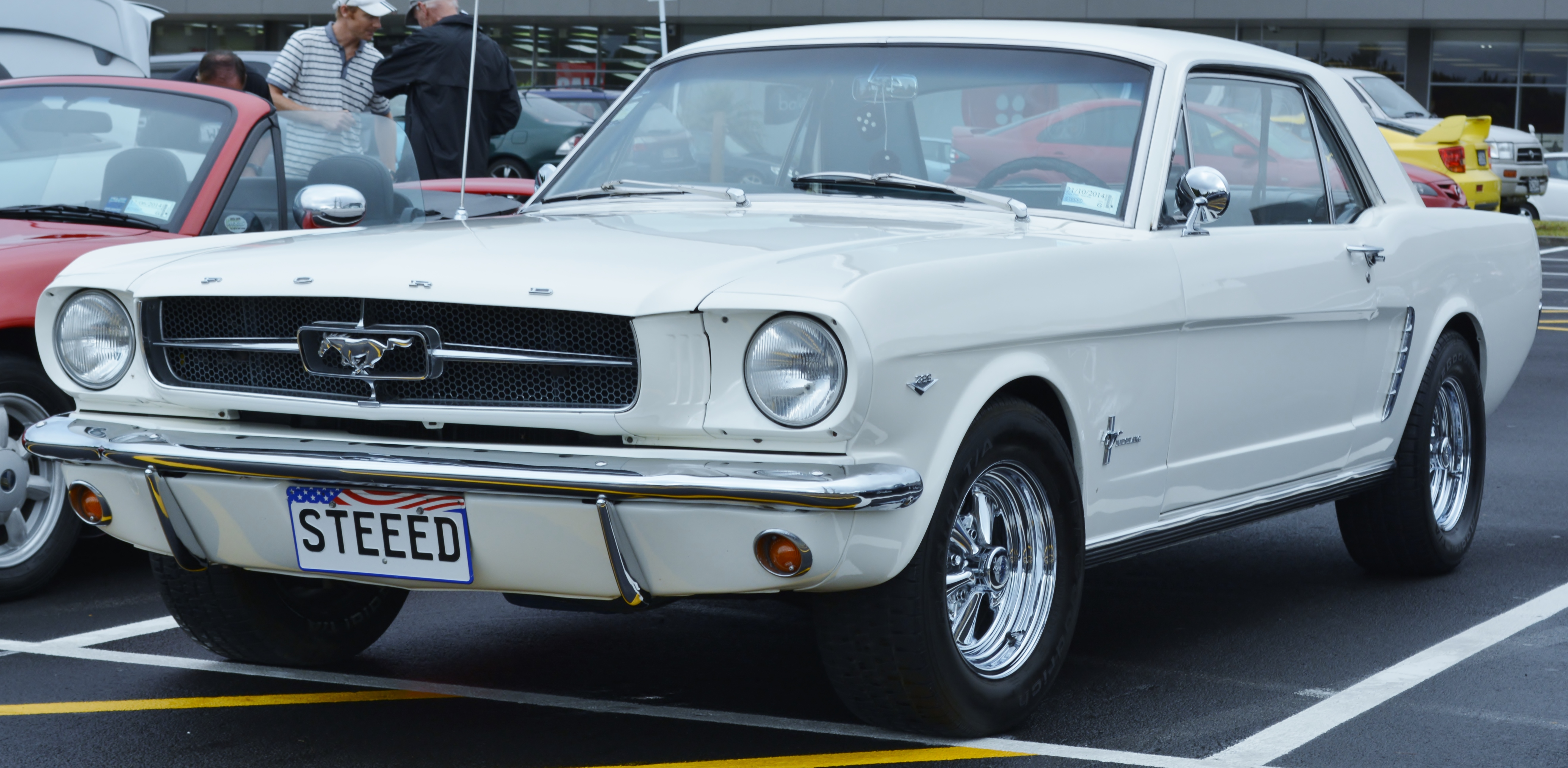
1.st gen Hardtop MY1965
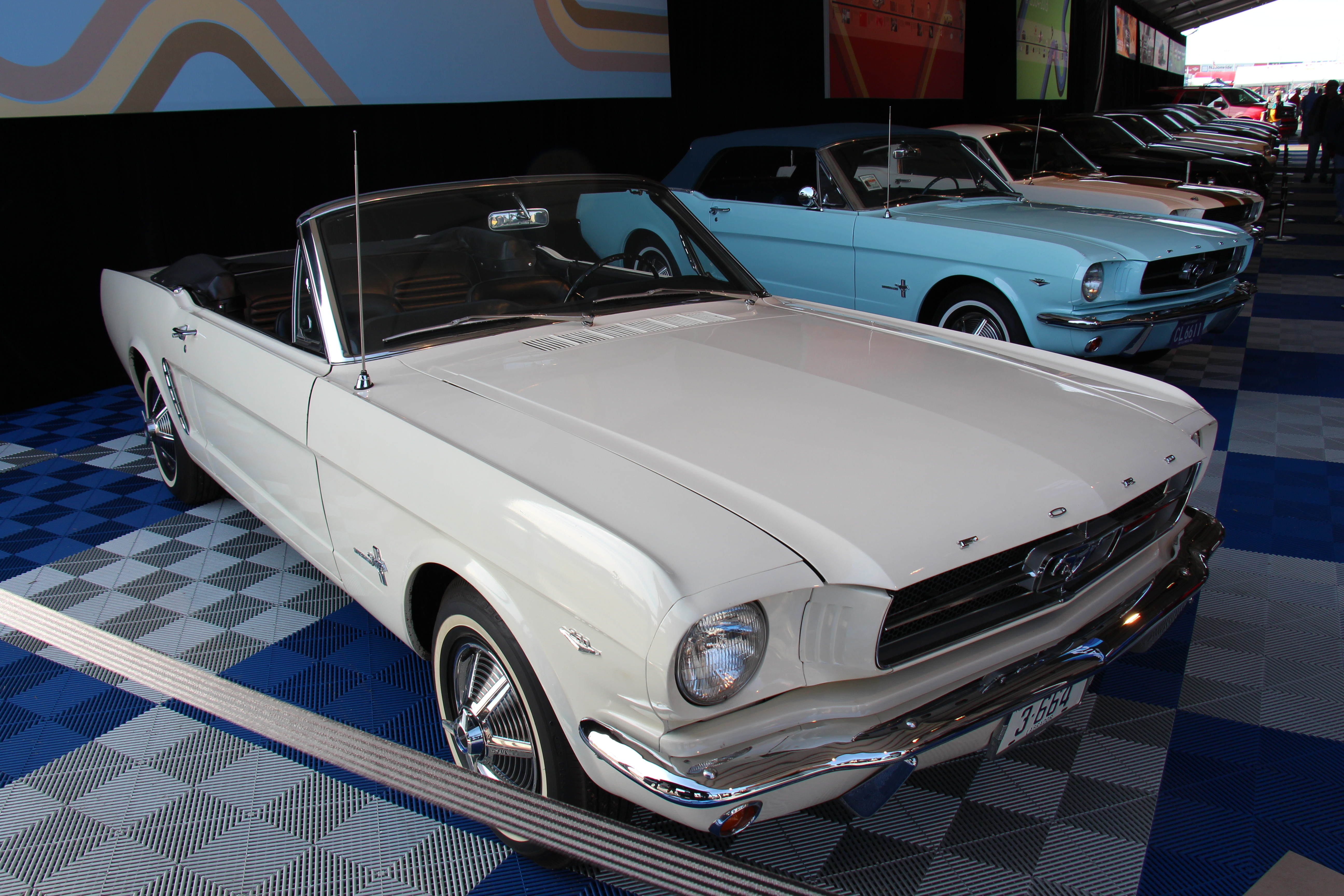
1.st gen Convertible MY1965
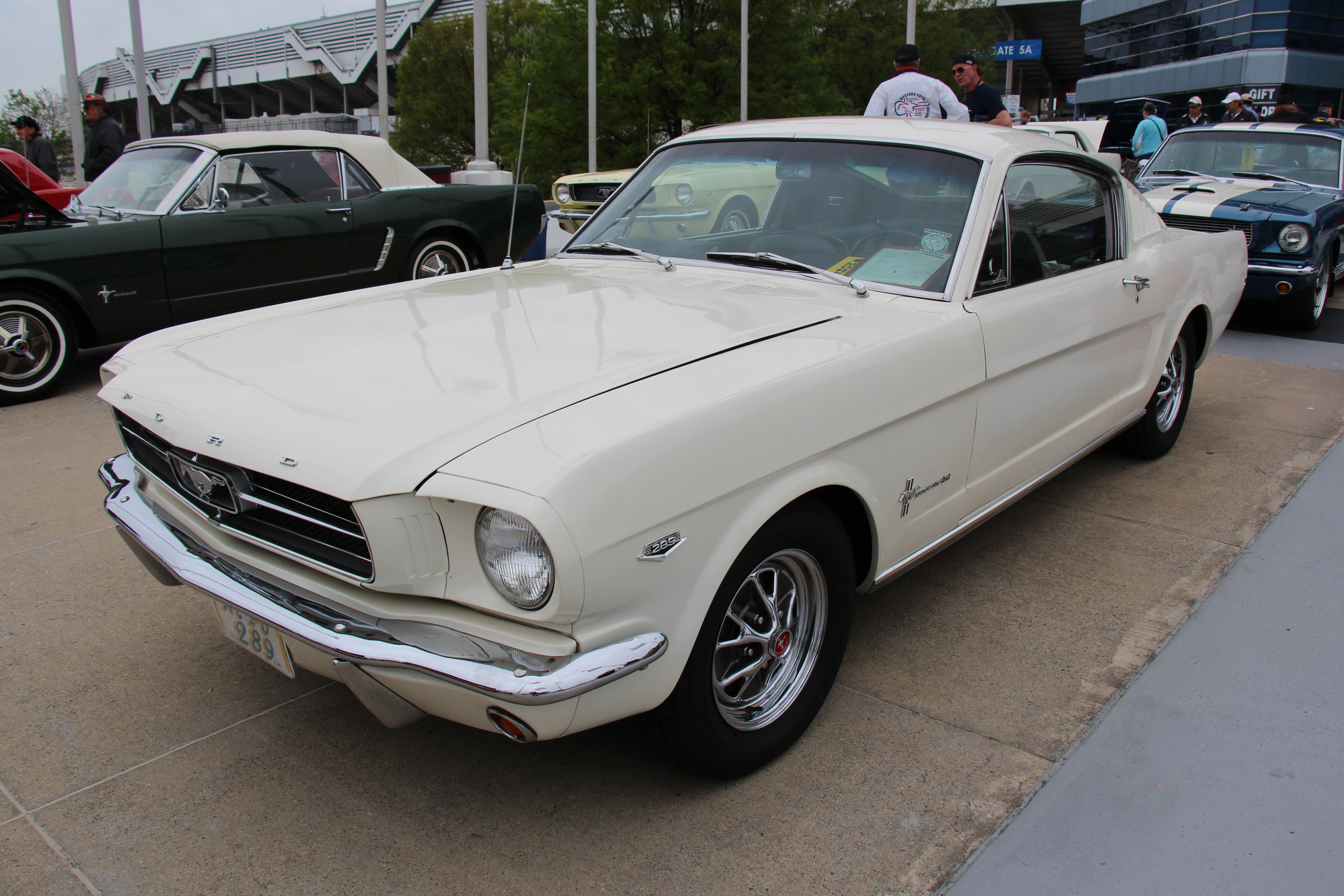
1.st gen Fastback 1965
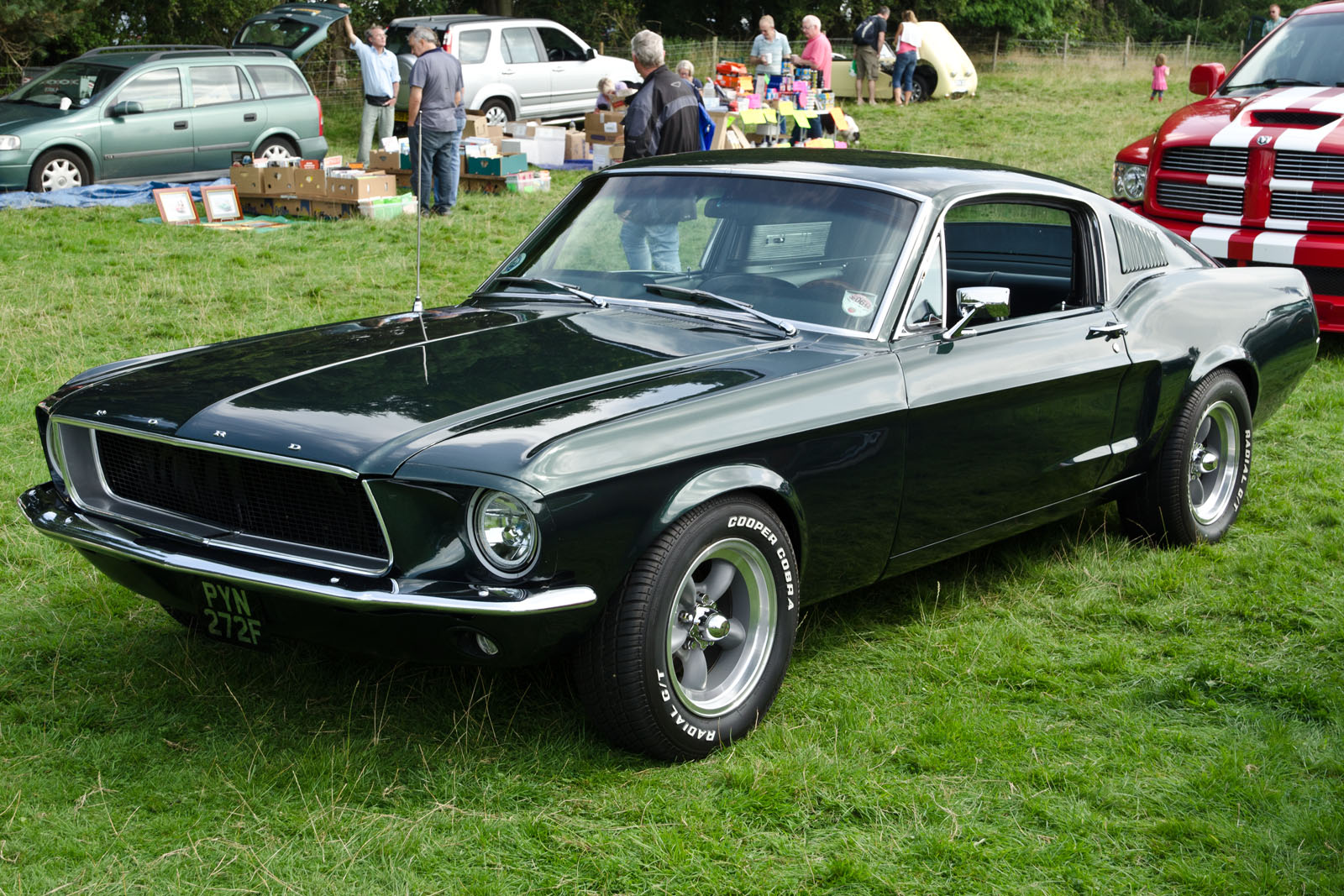
1.st gen Fastback 1968
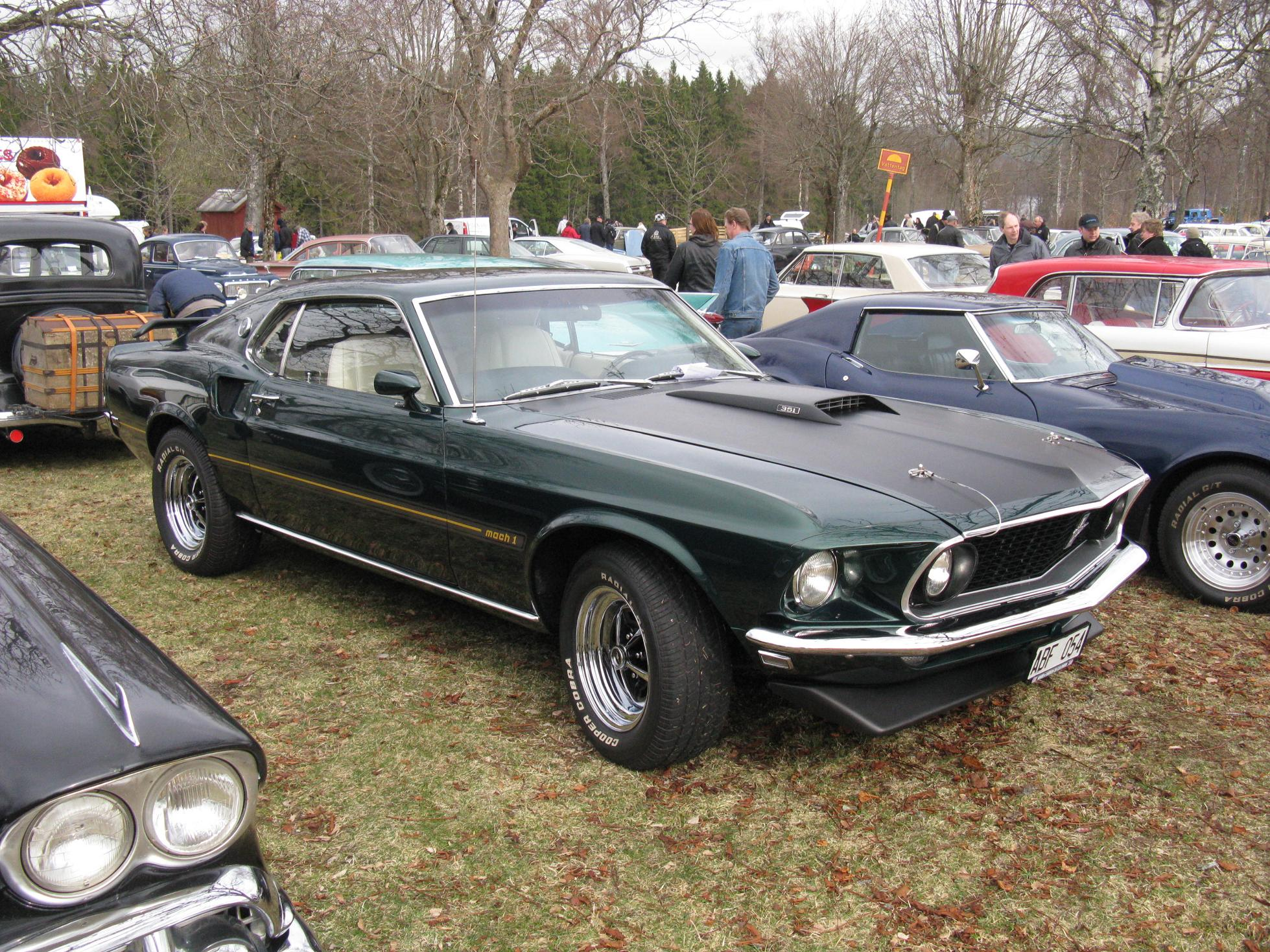
1.st gen Fastback 1969
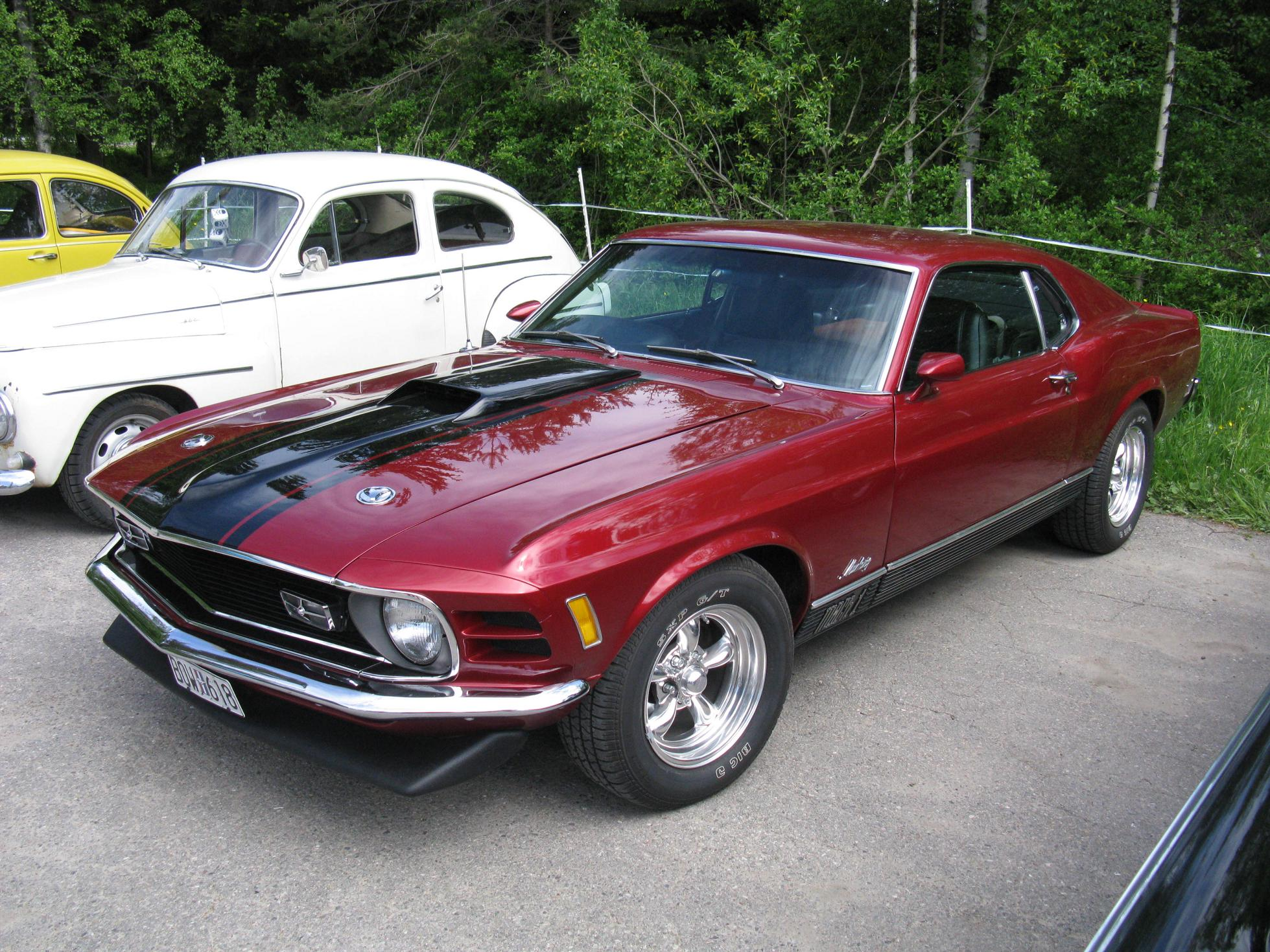
1.st gen Fastback 1970
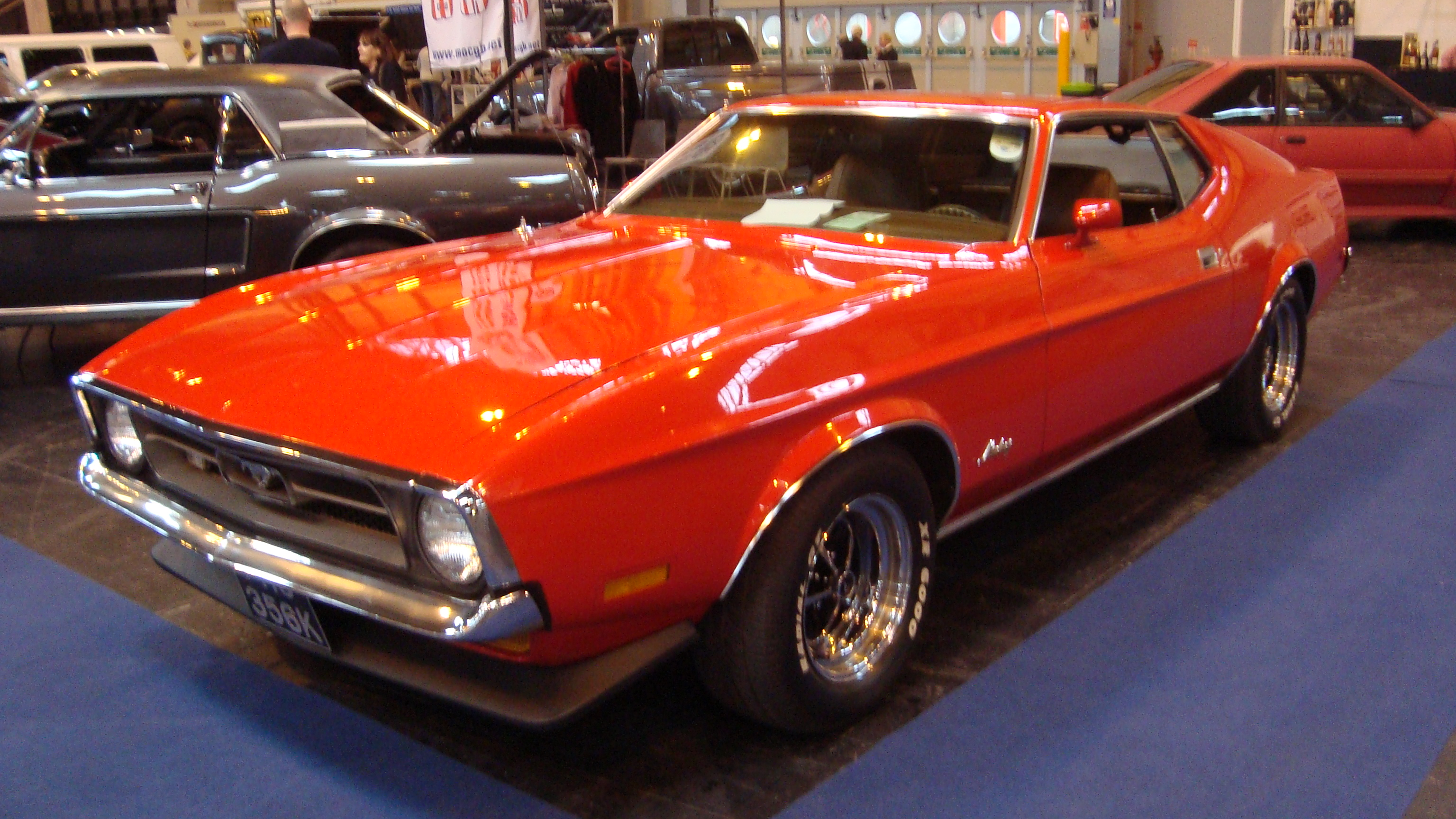
1.st gen Mach 1 1972

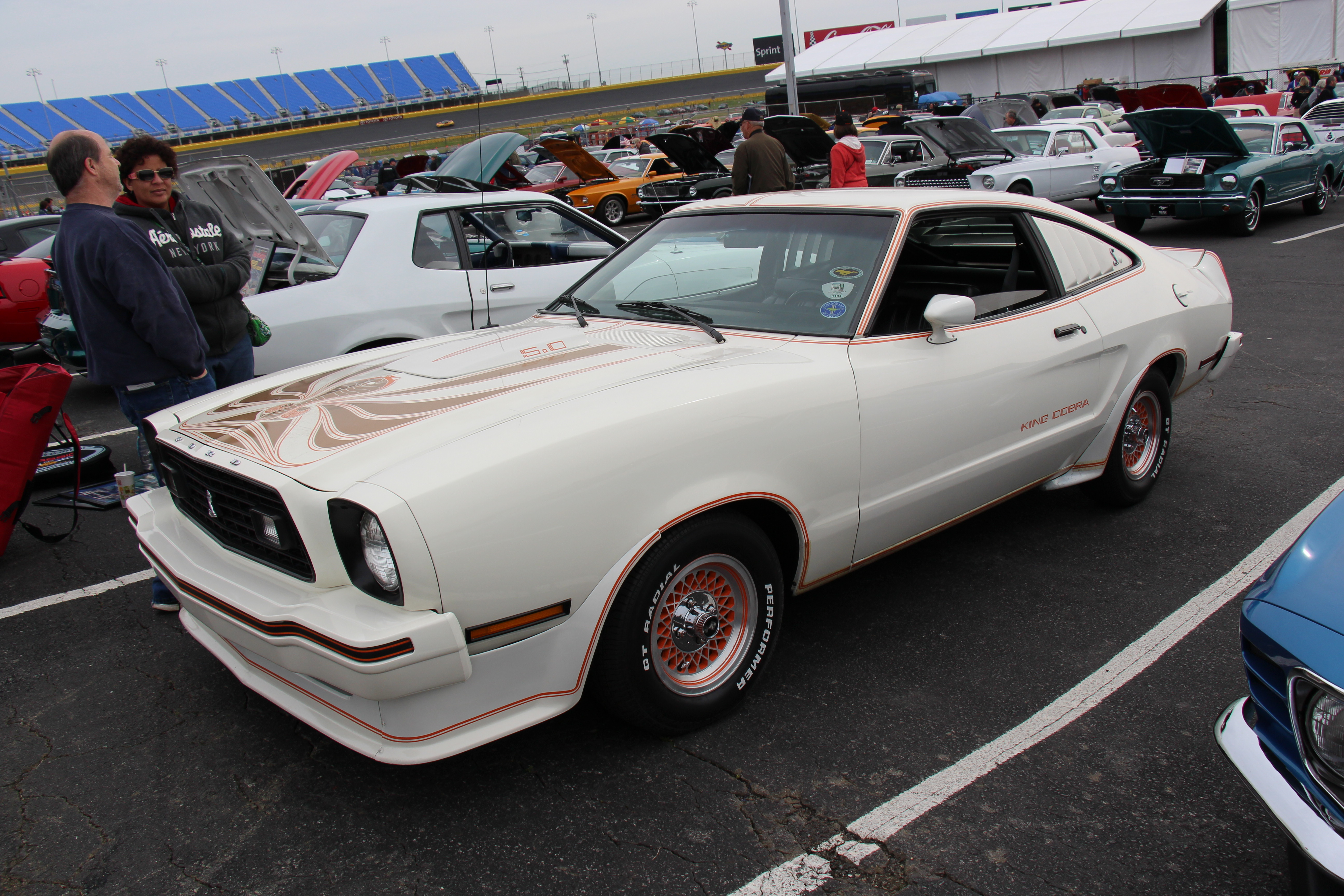
2.nd gen King Cobra
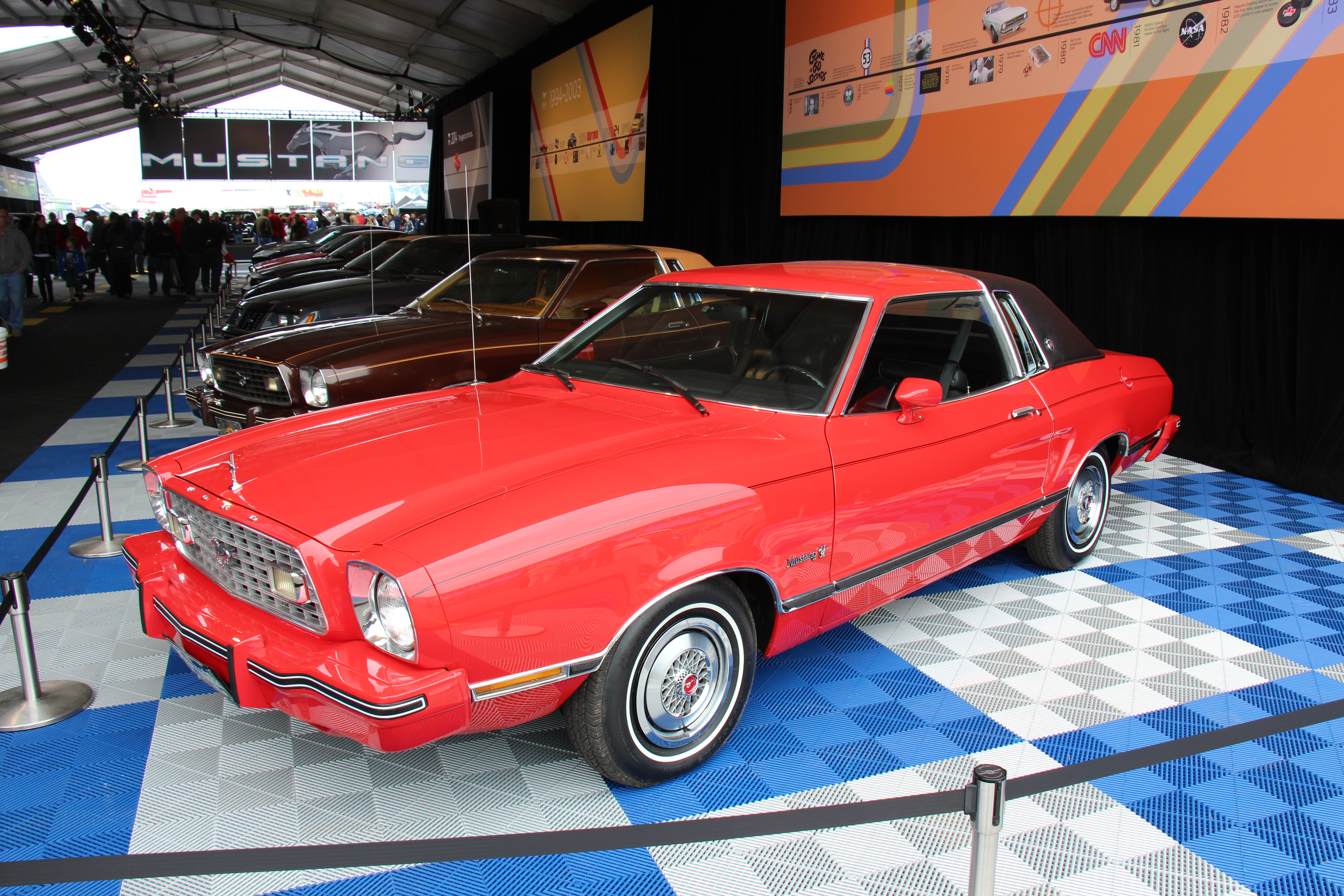
2.nd gen Ghia
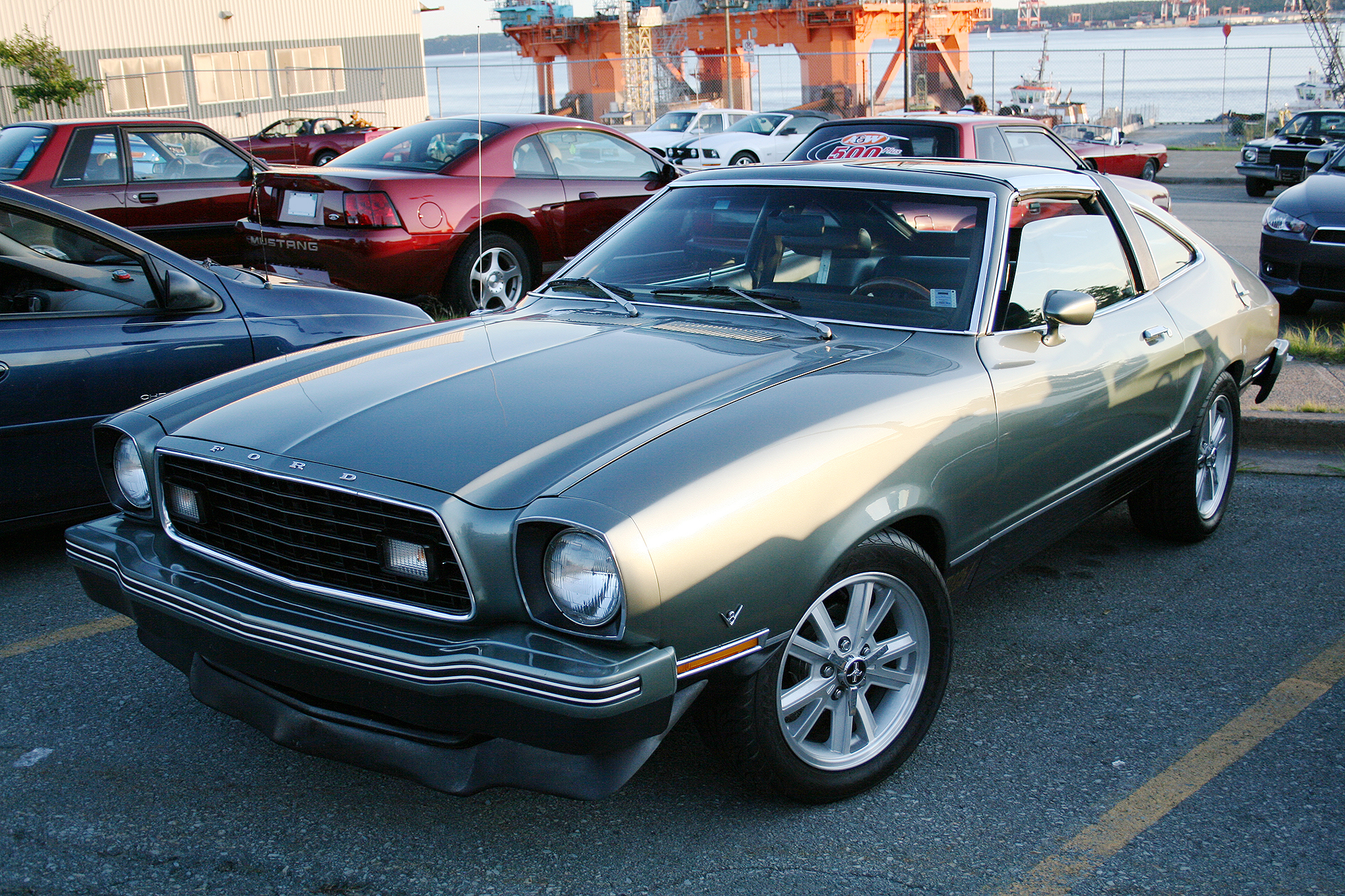
2.nd gen Liftback
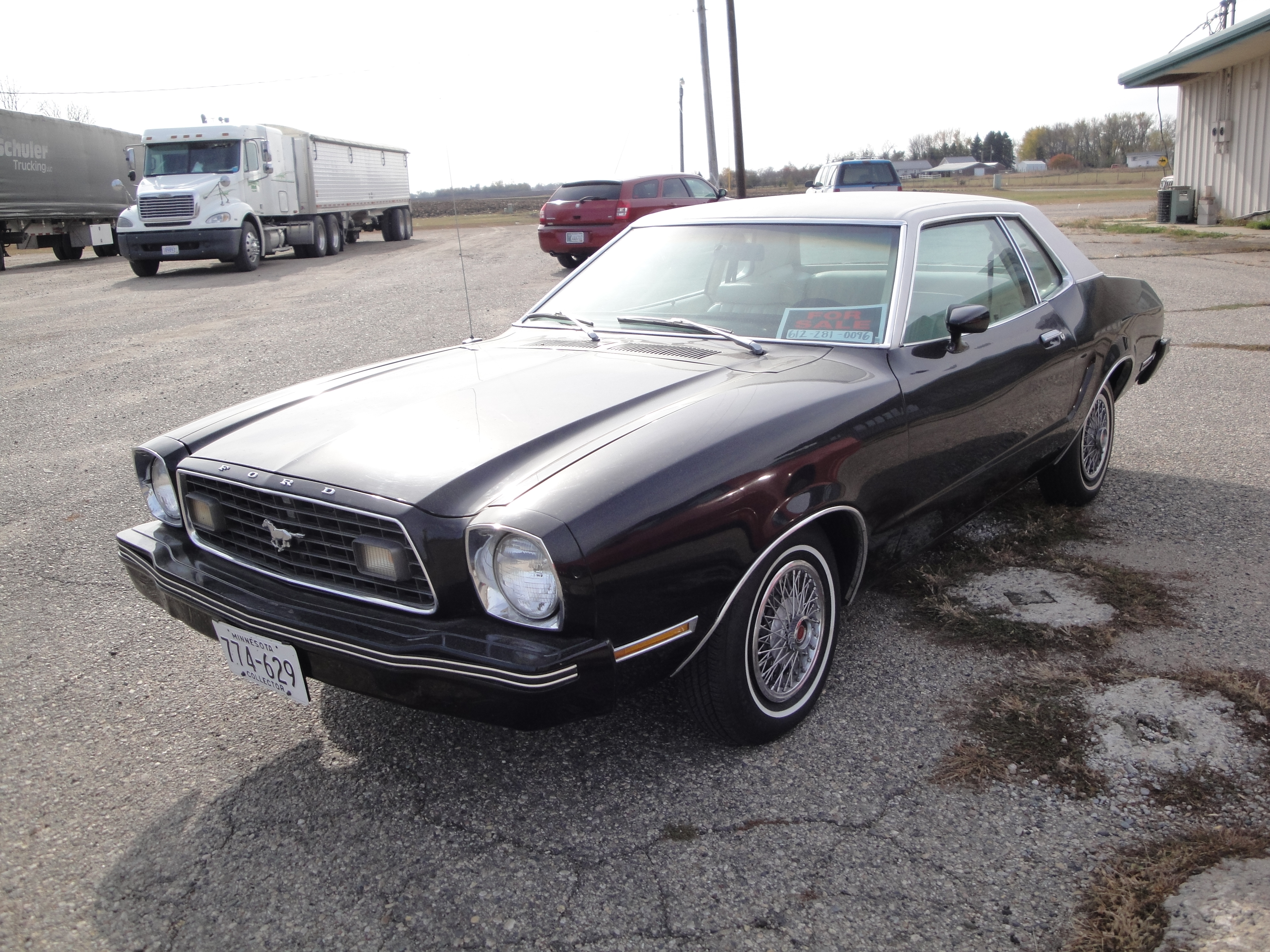
2.nd gen Sedan

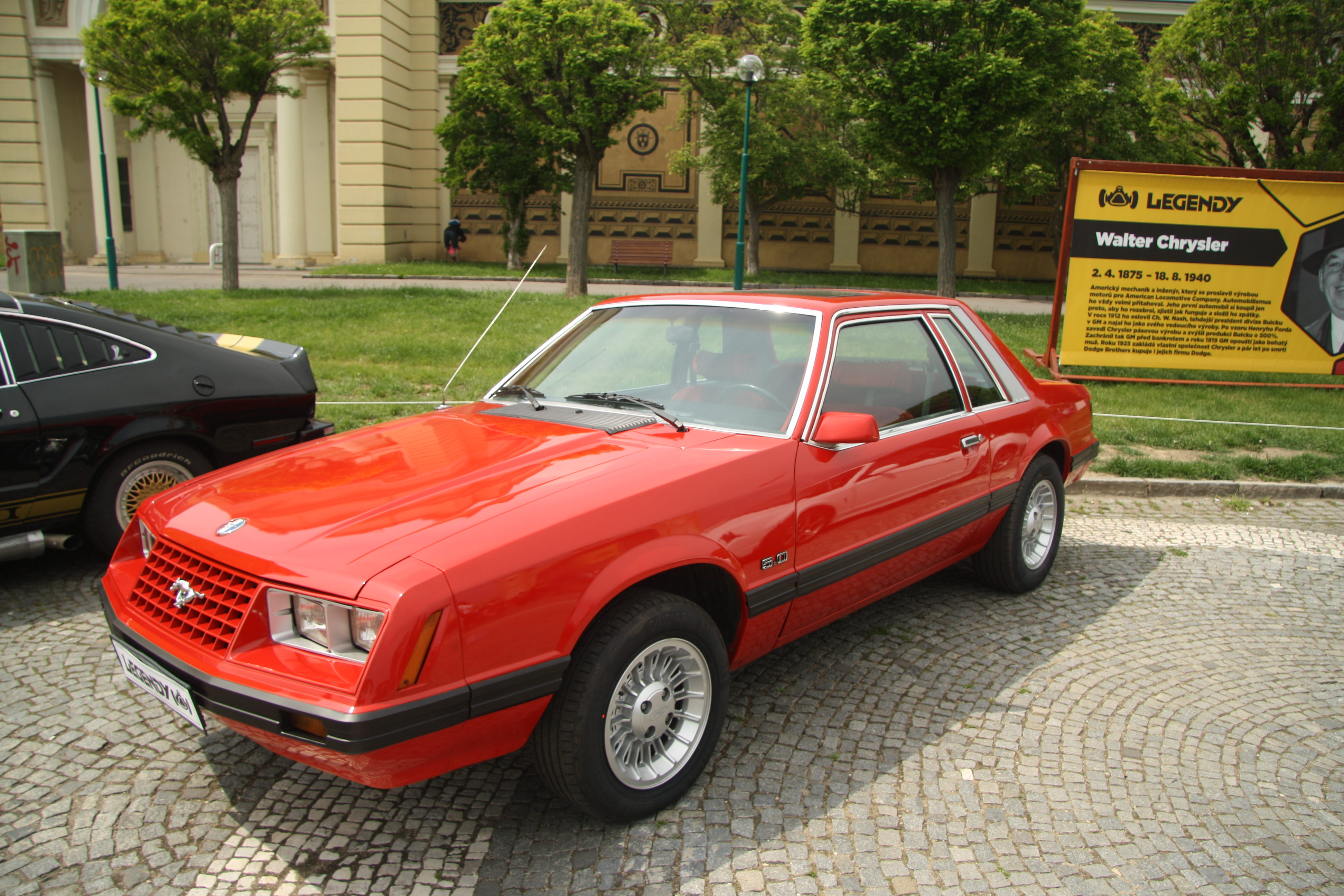
3.rd gen 1979
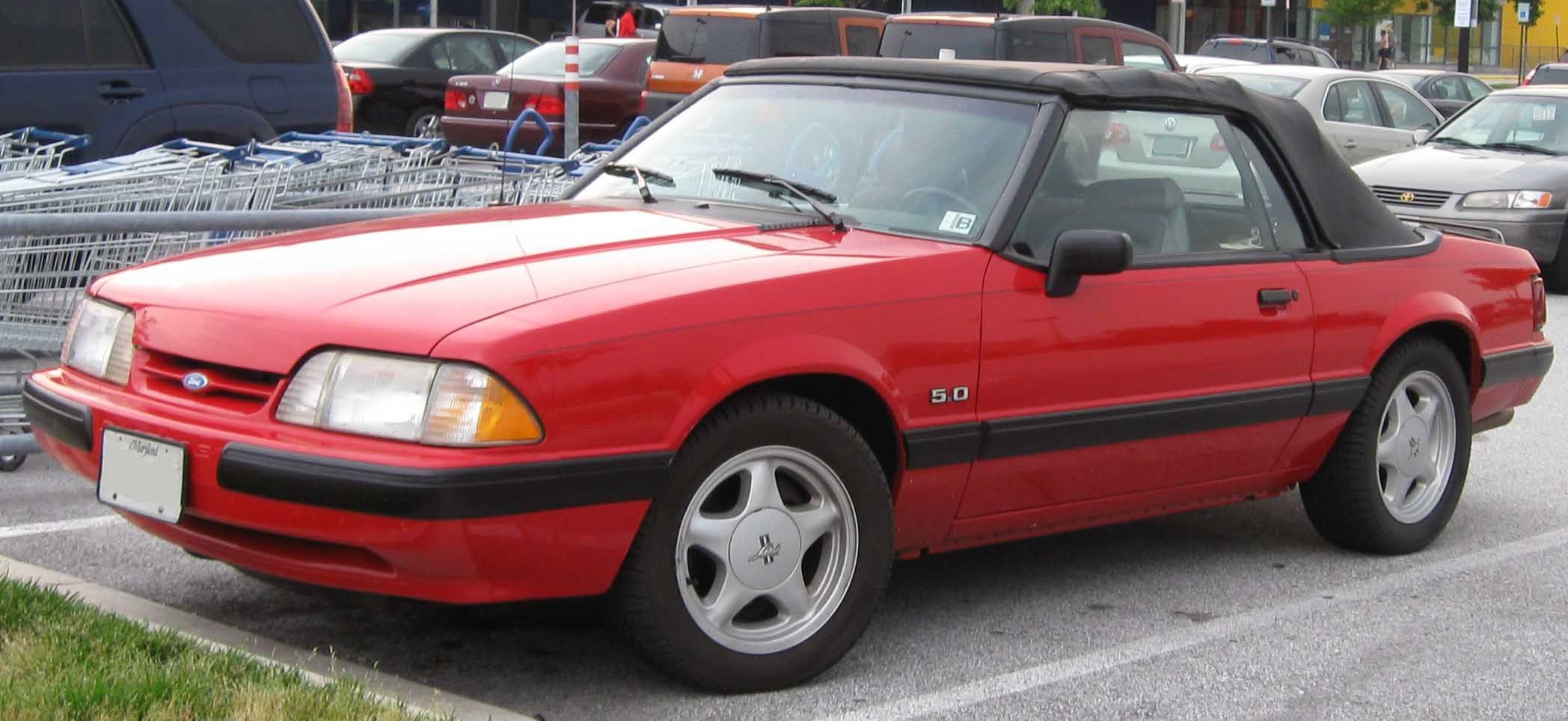
3.rd gen facelift Convertible 1987–1994
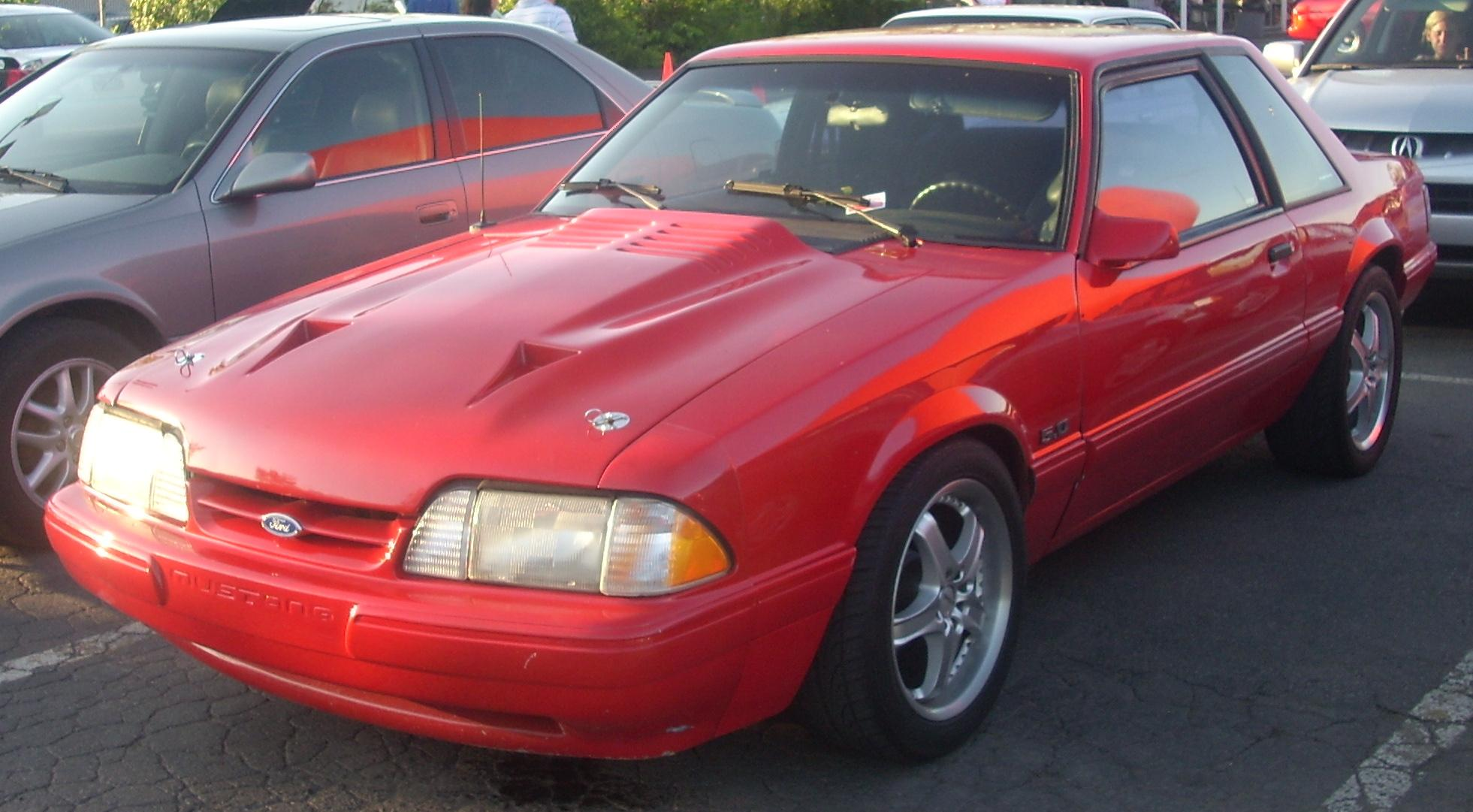
3.rd gen facelift Coupe 1987–1994
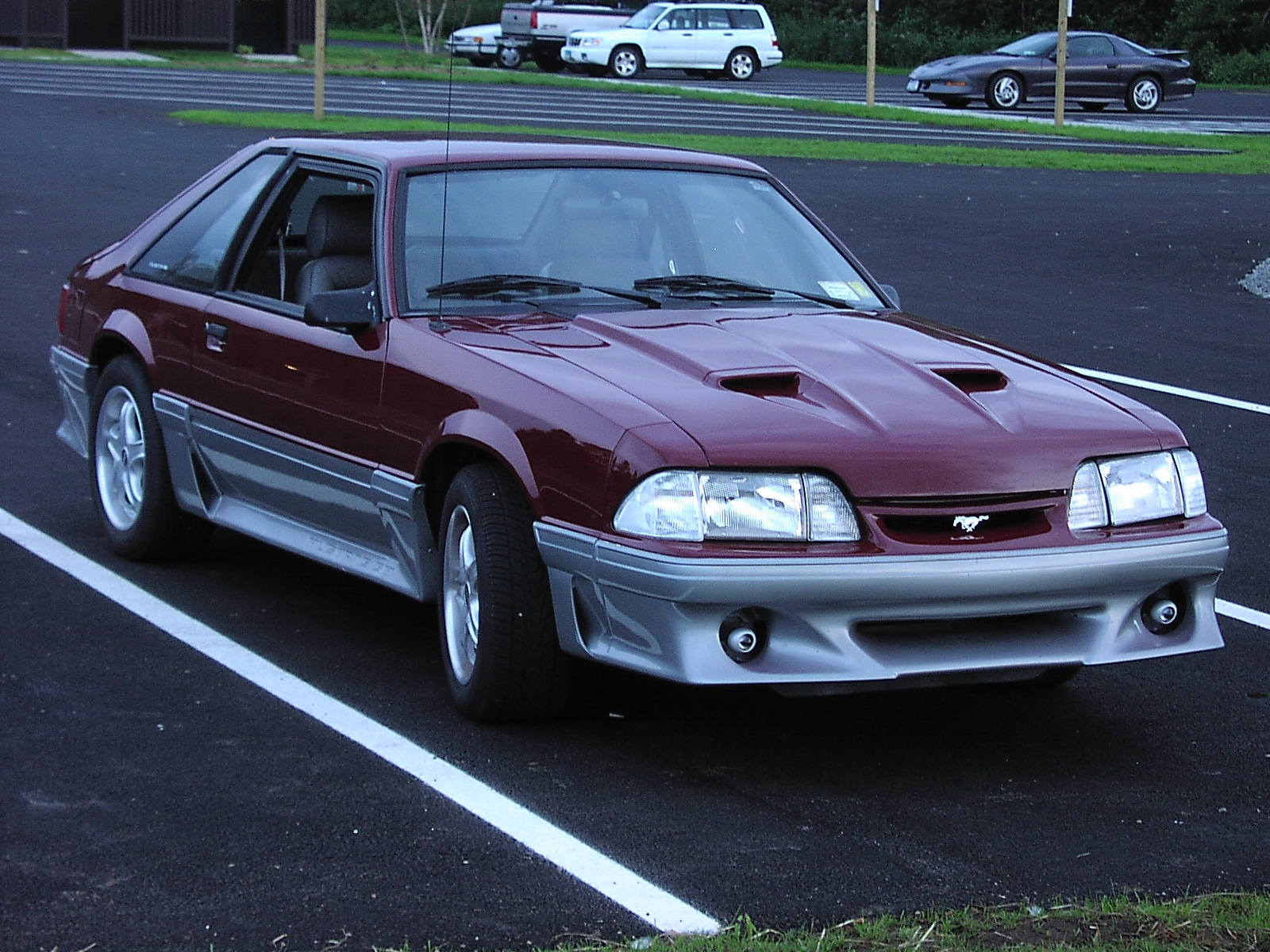
3.rd gen facelift Liftback 1987–1994
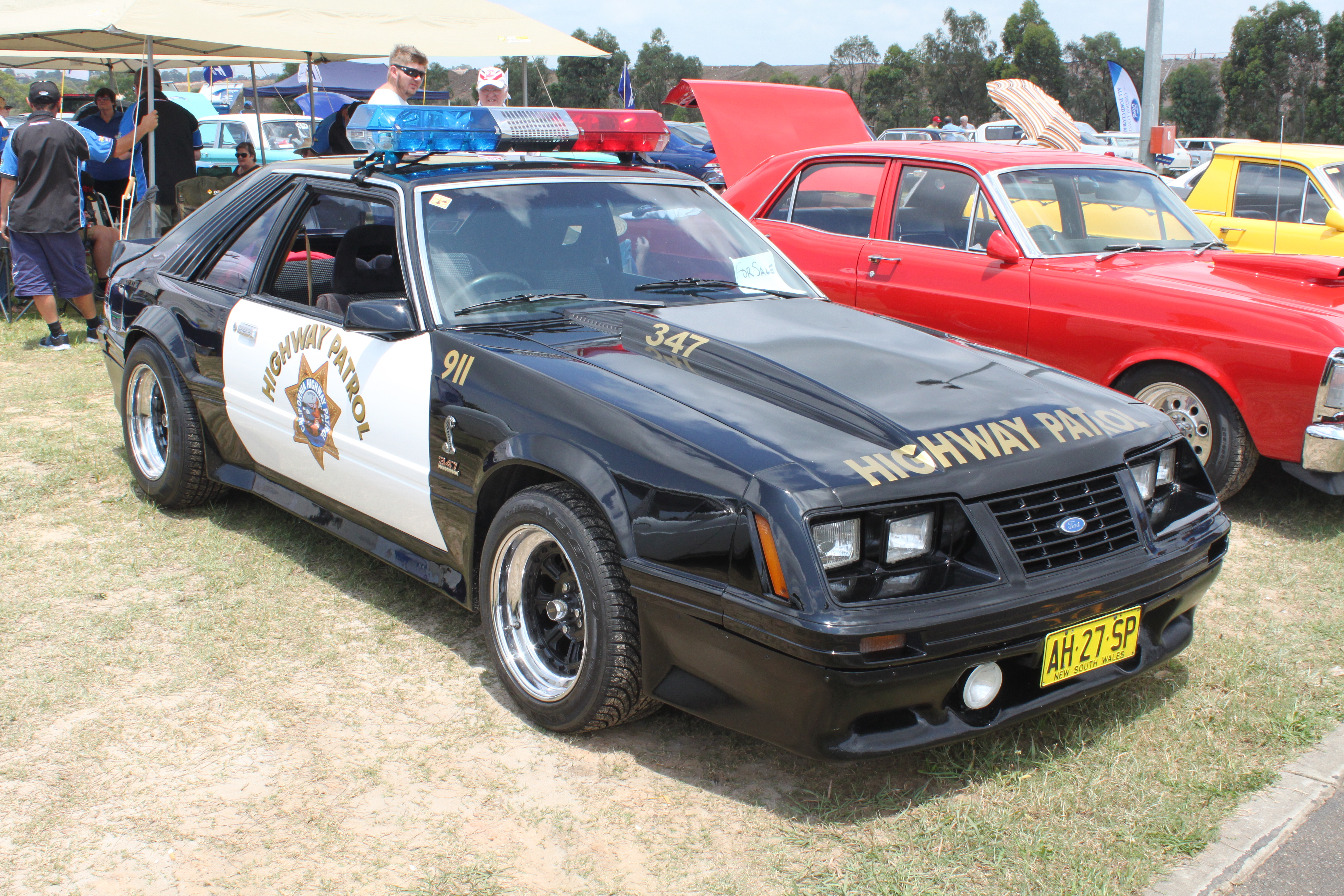
3.rd gen 1983
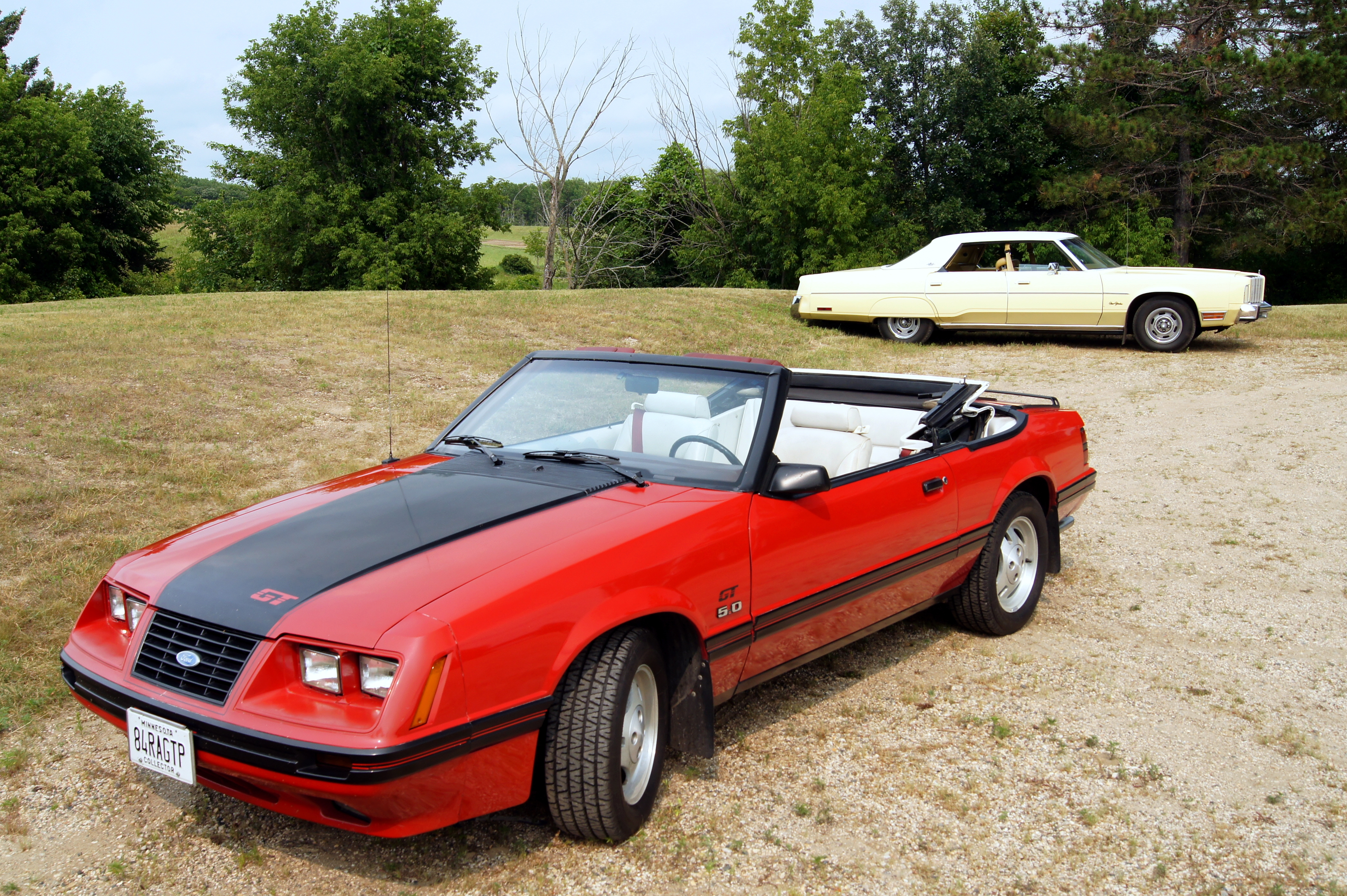
3.rd gen 1984
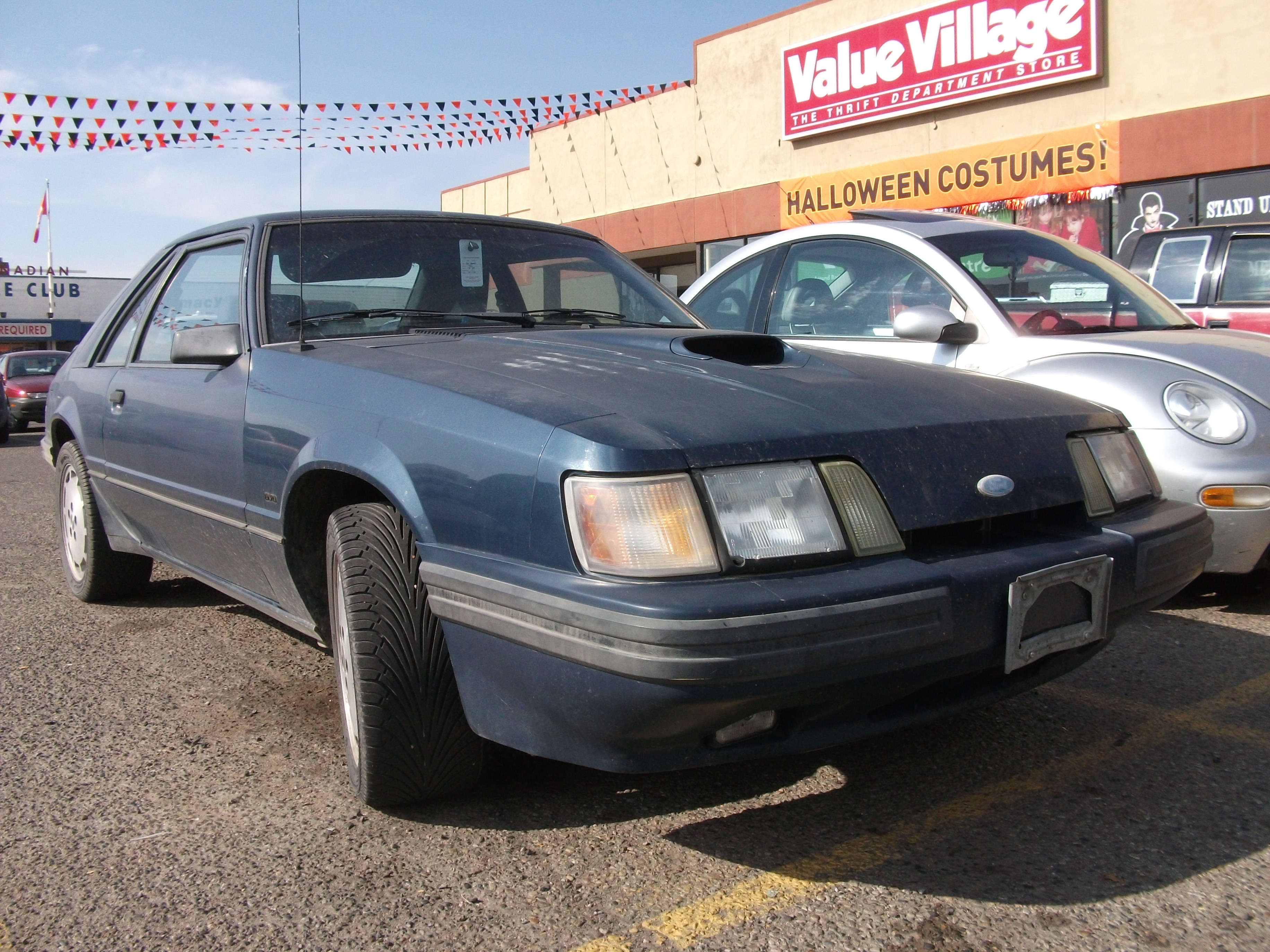
3.rd gen SVO

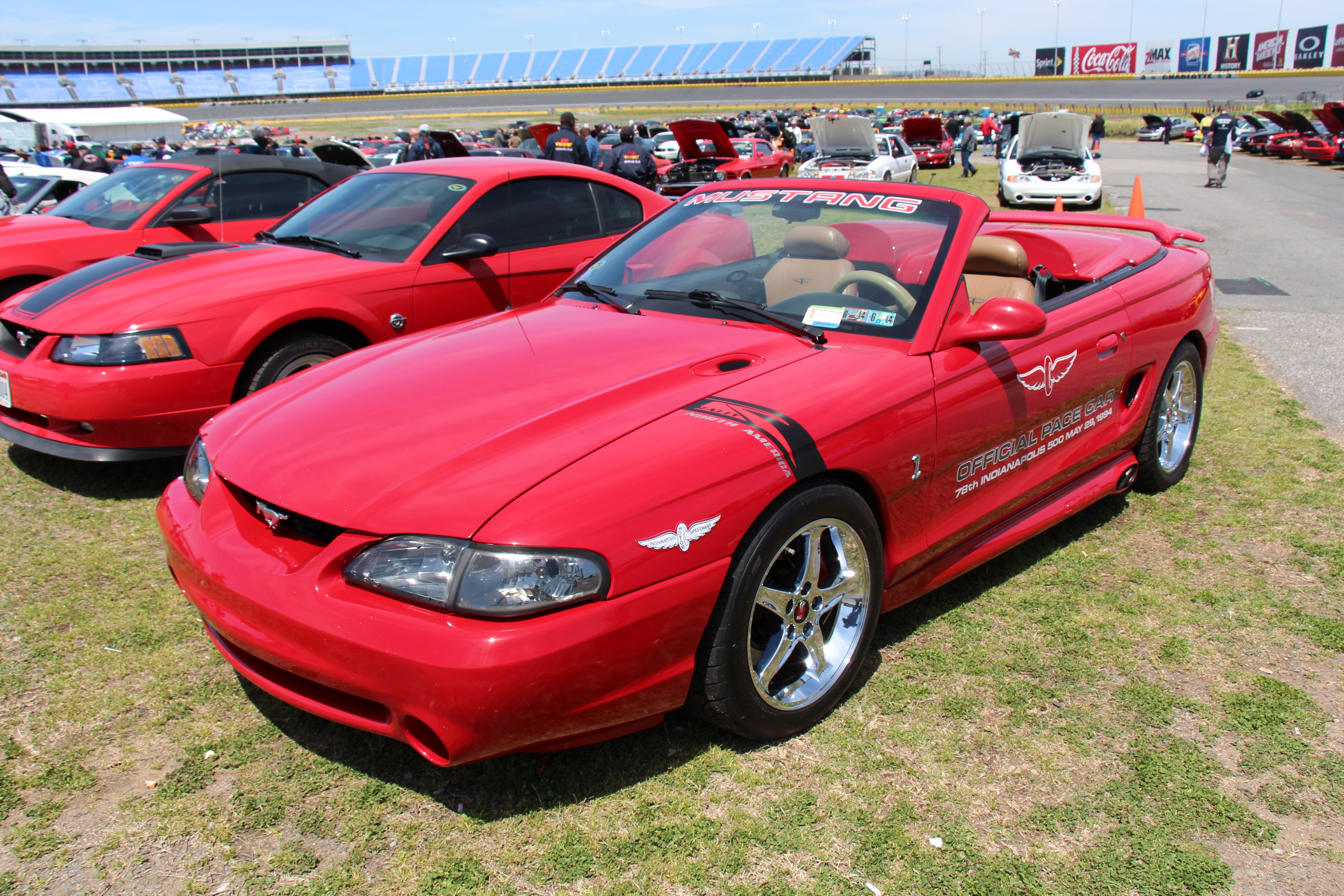
4.th gen Cobra Convertible 1995–1997
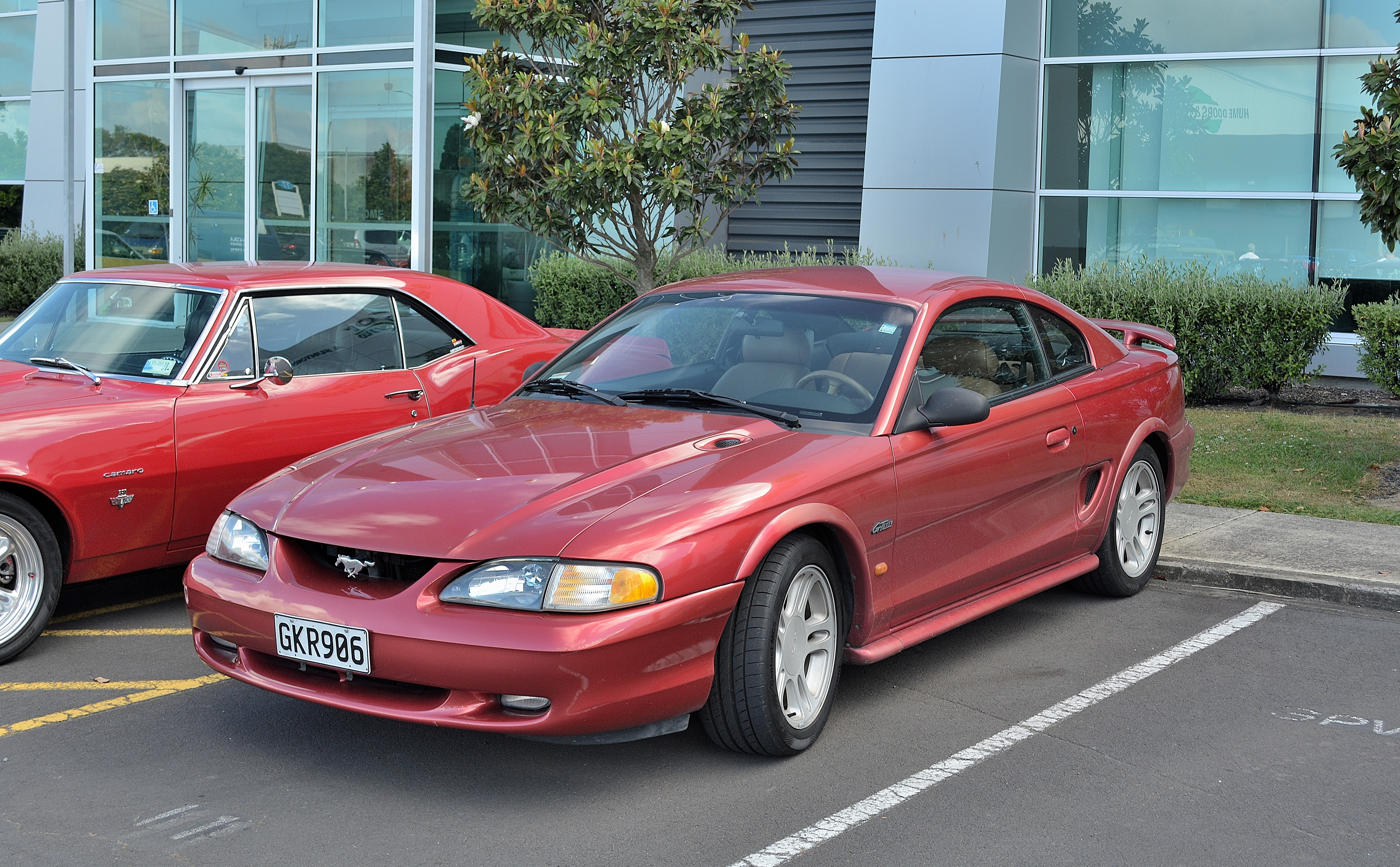
4.th gen Coupe 1995–1997
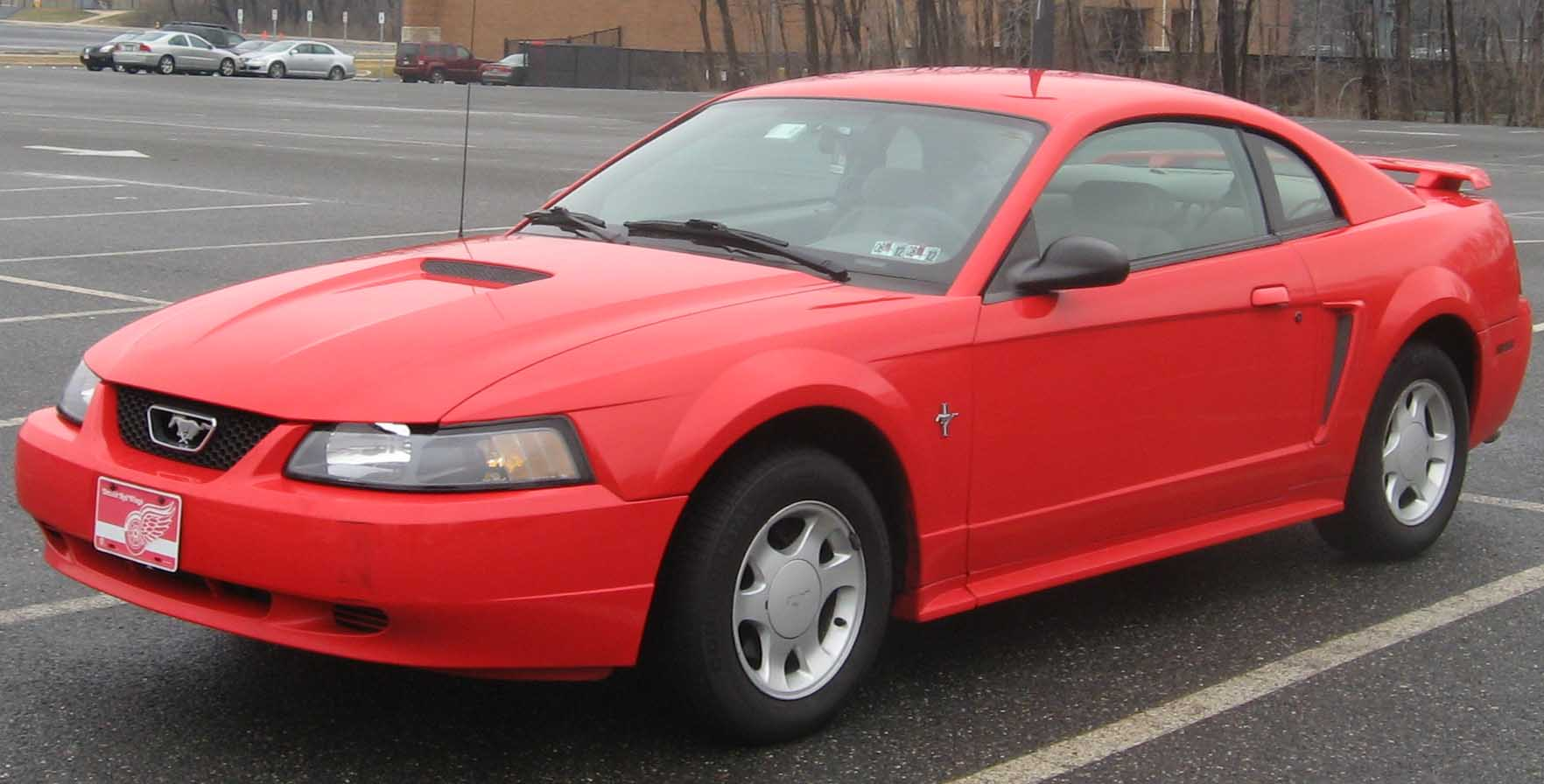
4.th gen facelift Coupe 1998–2004
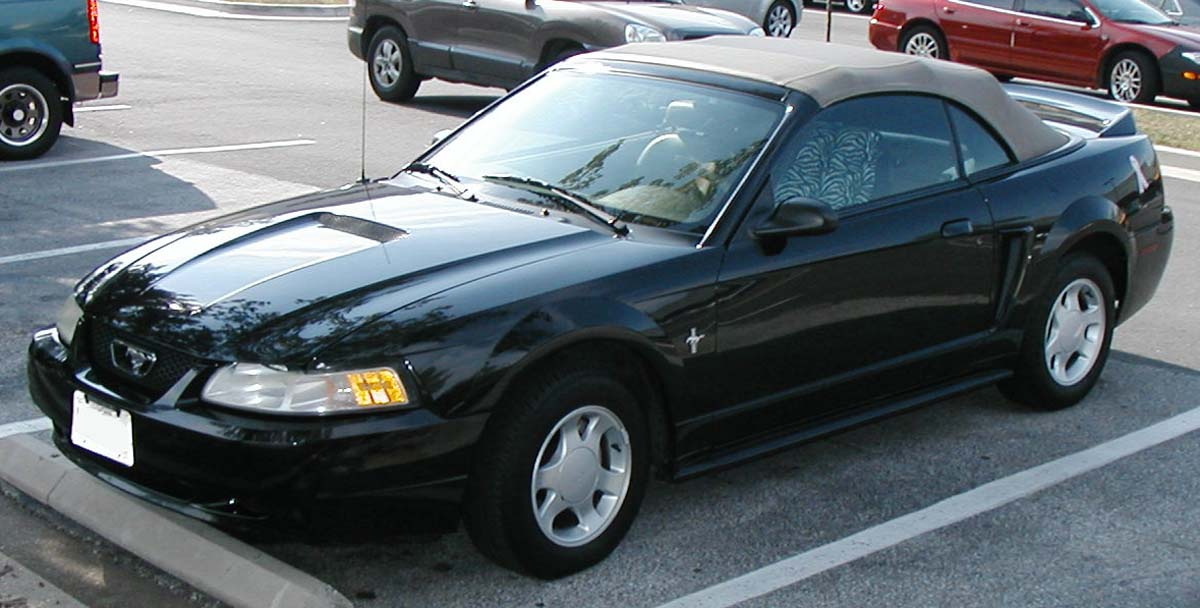
4.th gen facelift Convertible 1998–2004
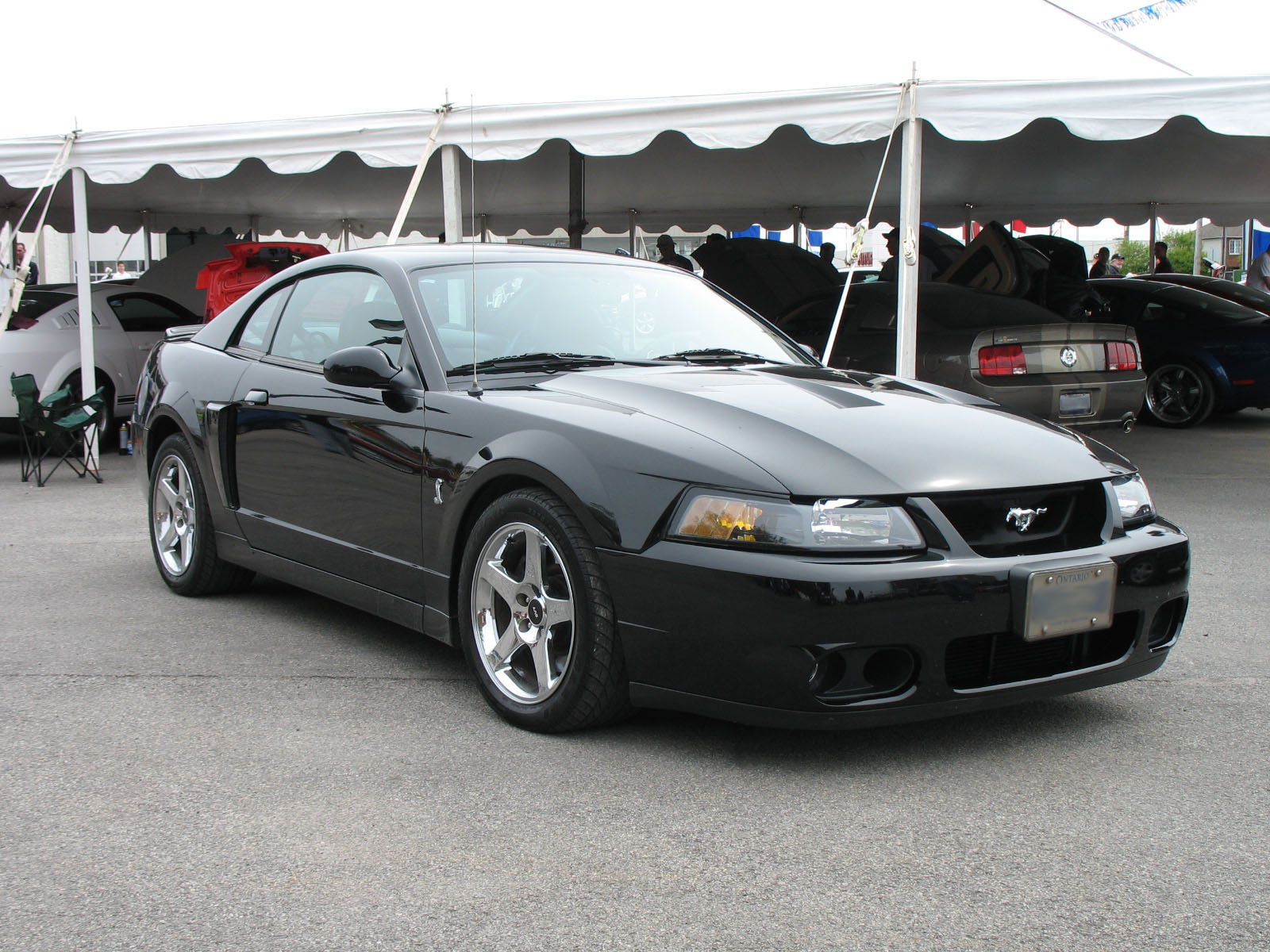
4.rd gen SVT Cobra 2003–2004

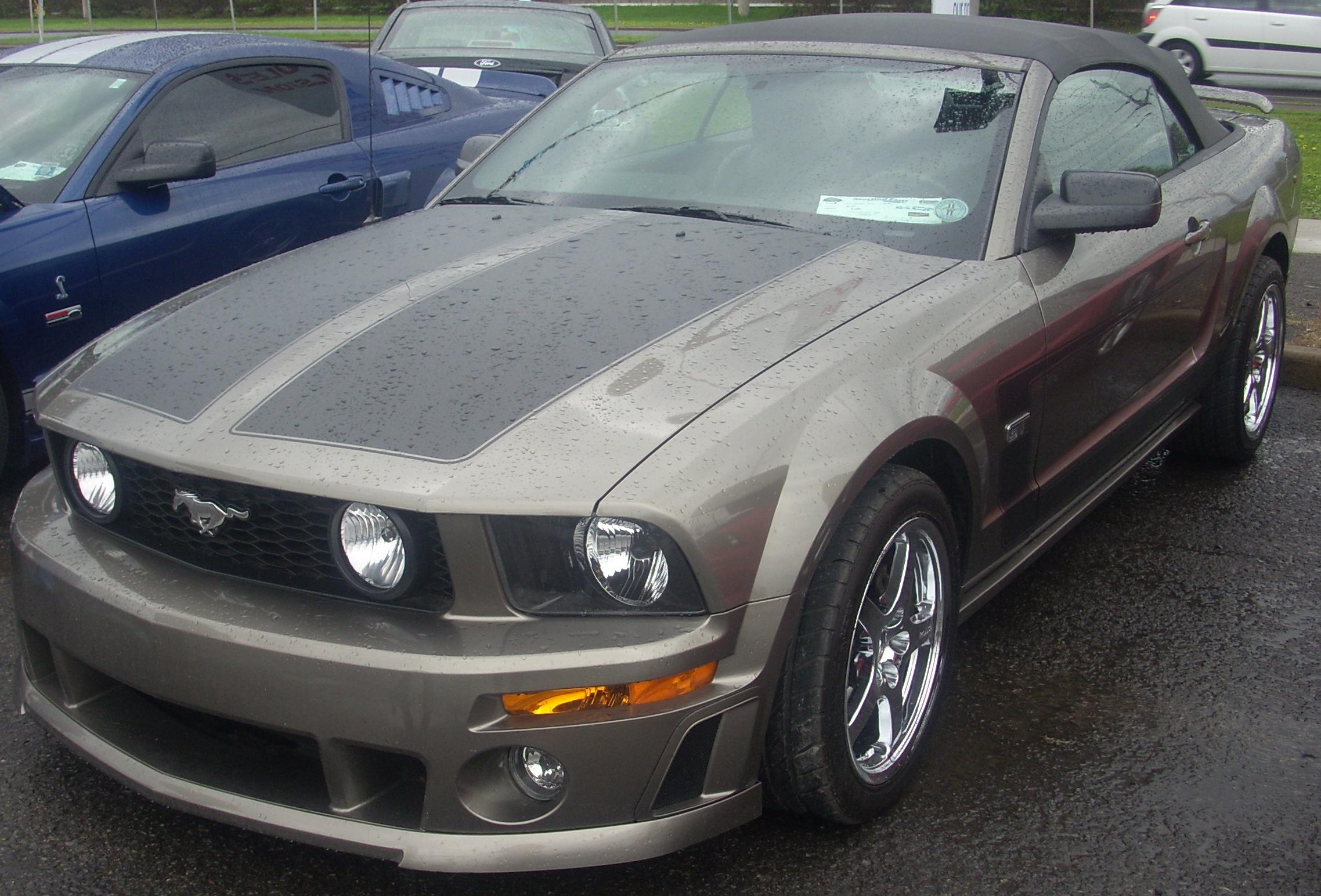
5.th gen Convertible 2004–2009
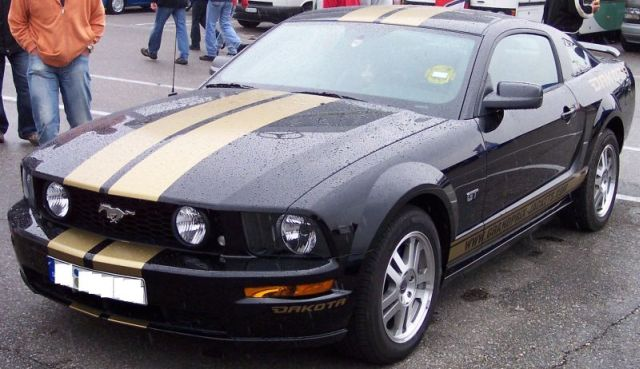
5.th gen Fastback 2005–2009
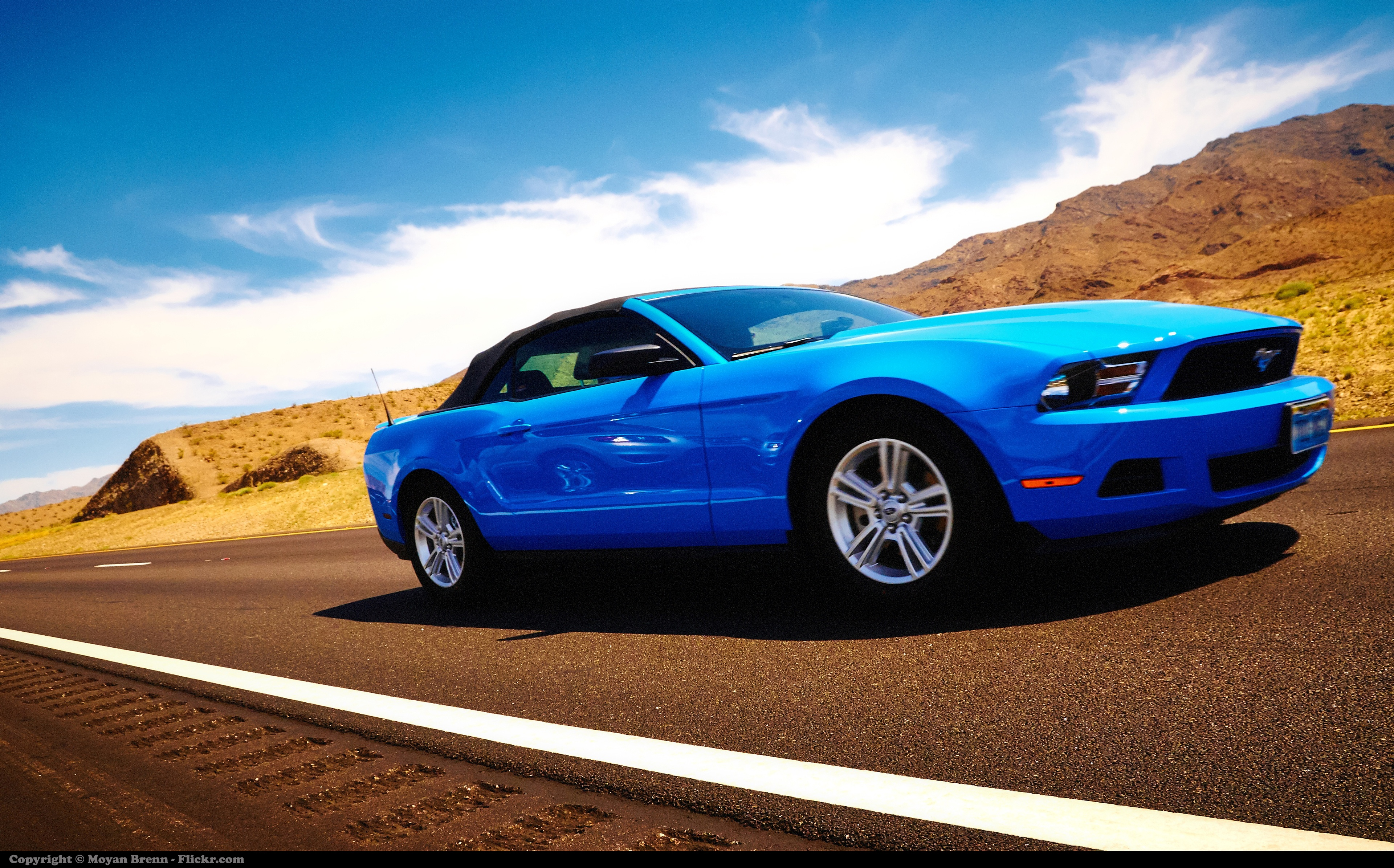
5.th gen facelift1 Convertible V6 2010–2012
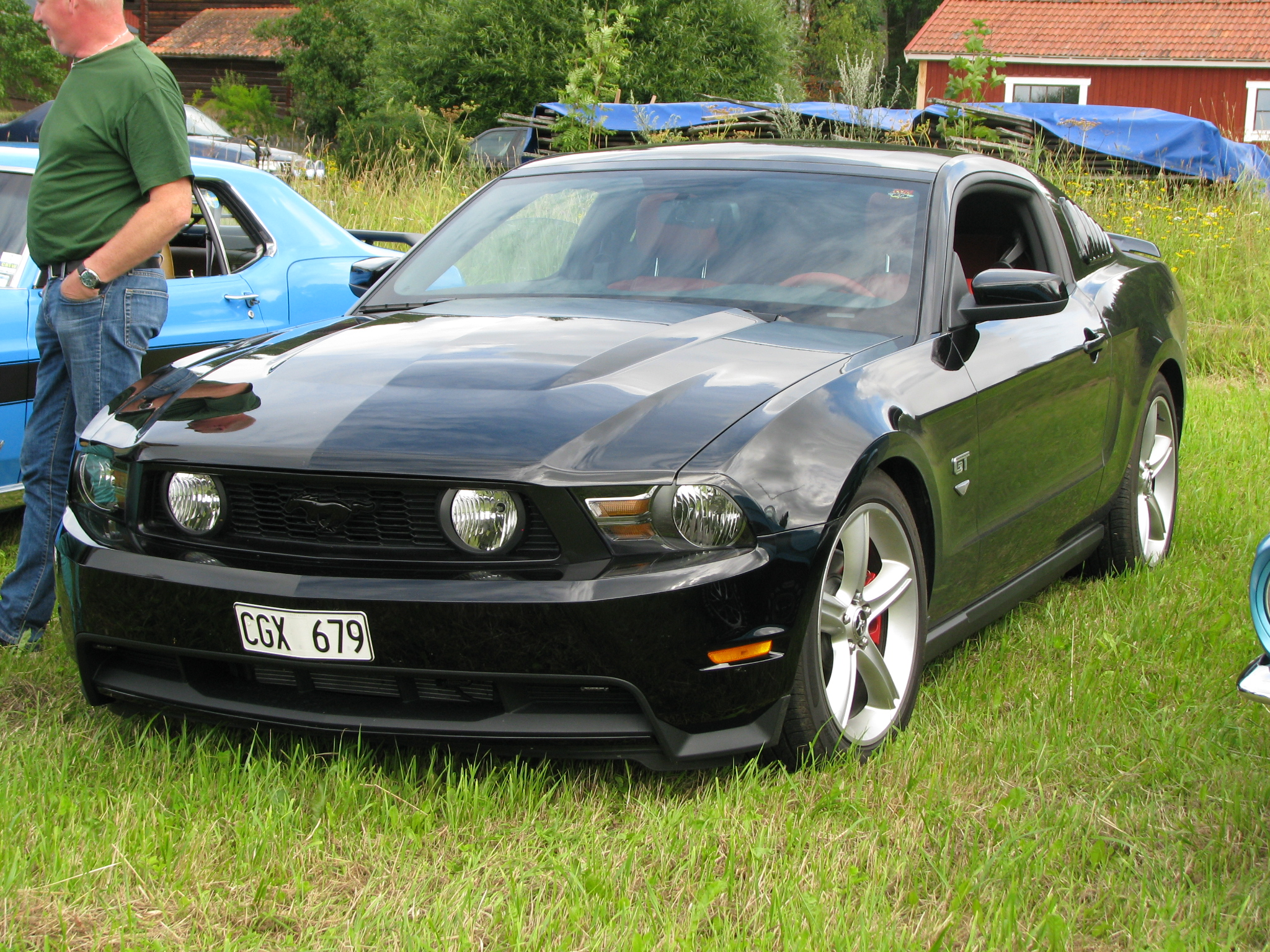
5.th gen facelift1 Fastback GT 2010–2012
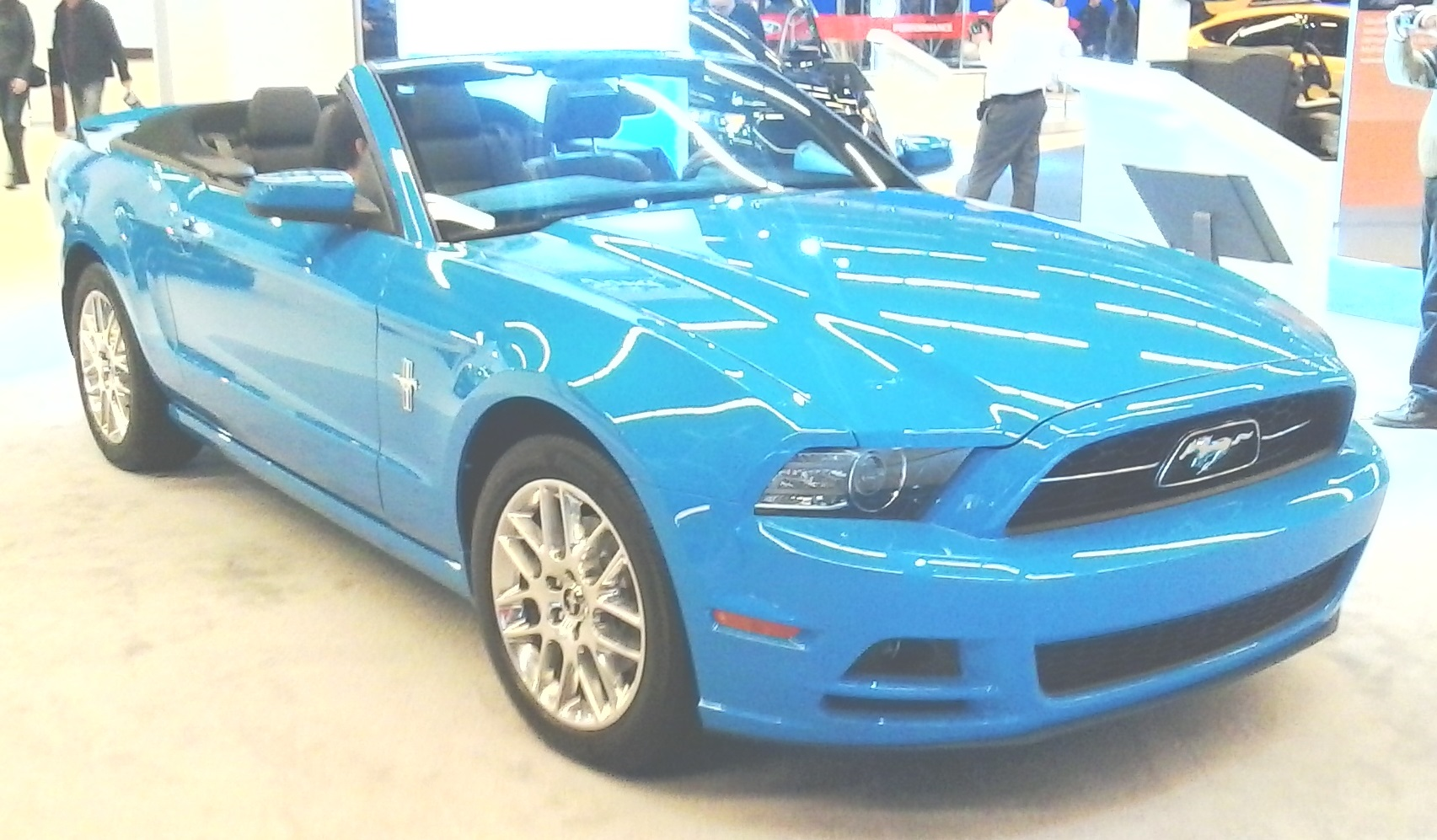
5.th gen facelift2 Convertible 2013–2014 Pony Package V6
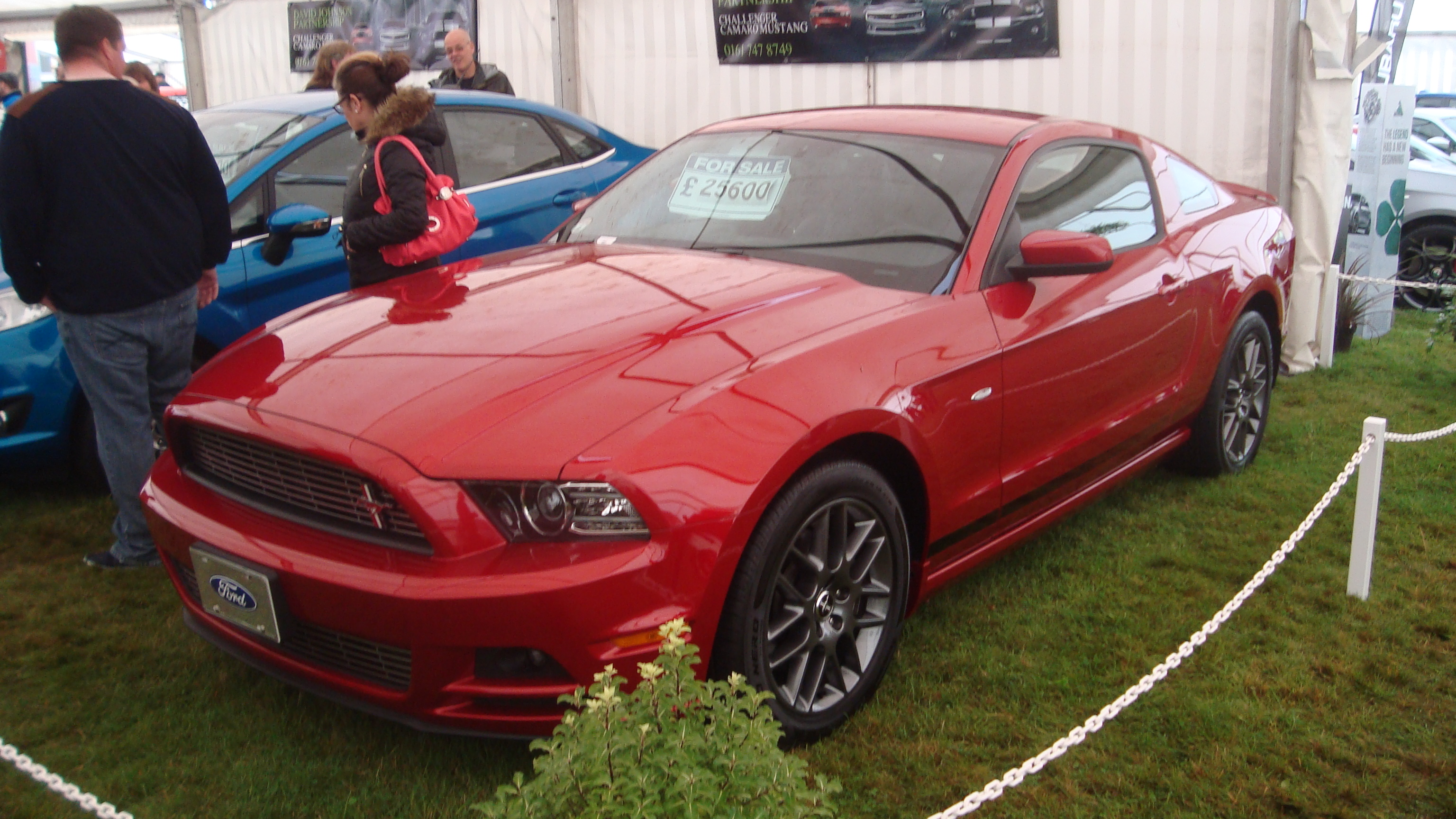
5.th gen facelift2 Fastback 2013–2014
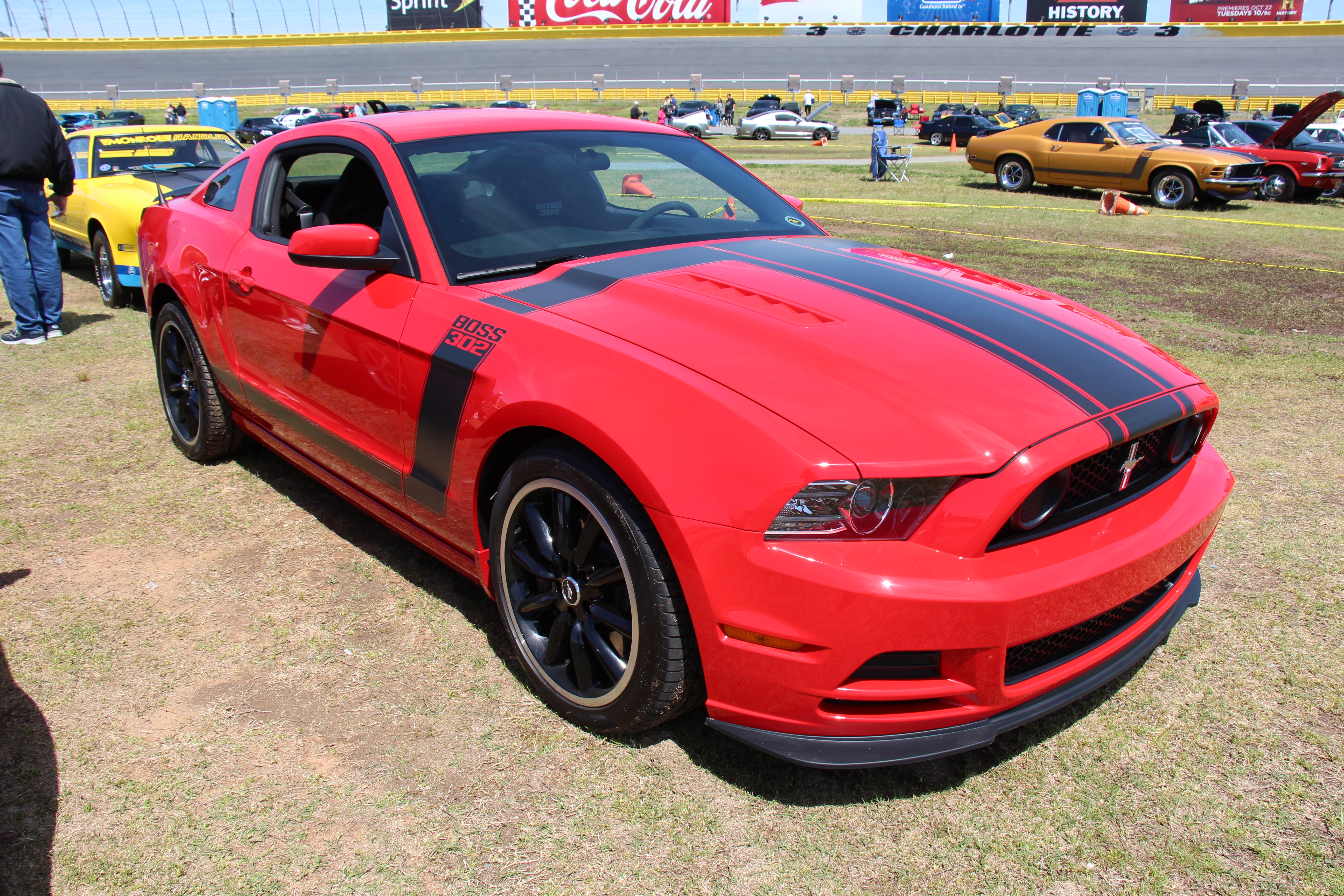
5.th gen facelift2 Boss 302 2013

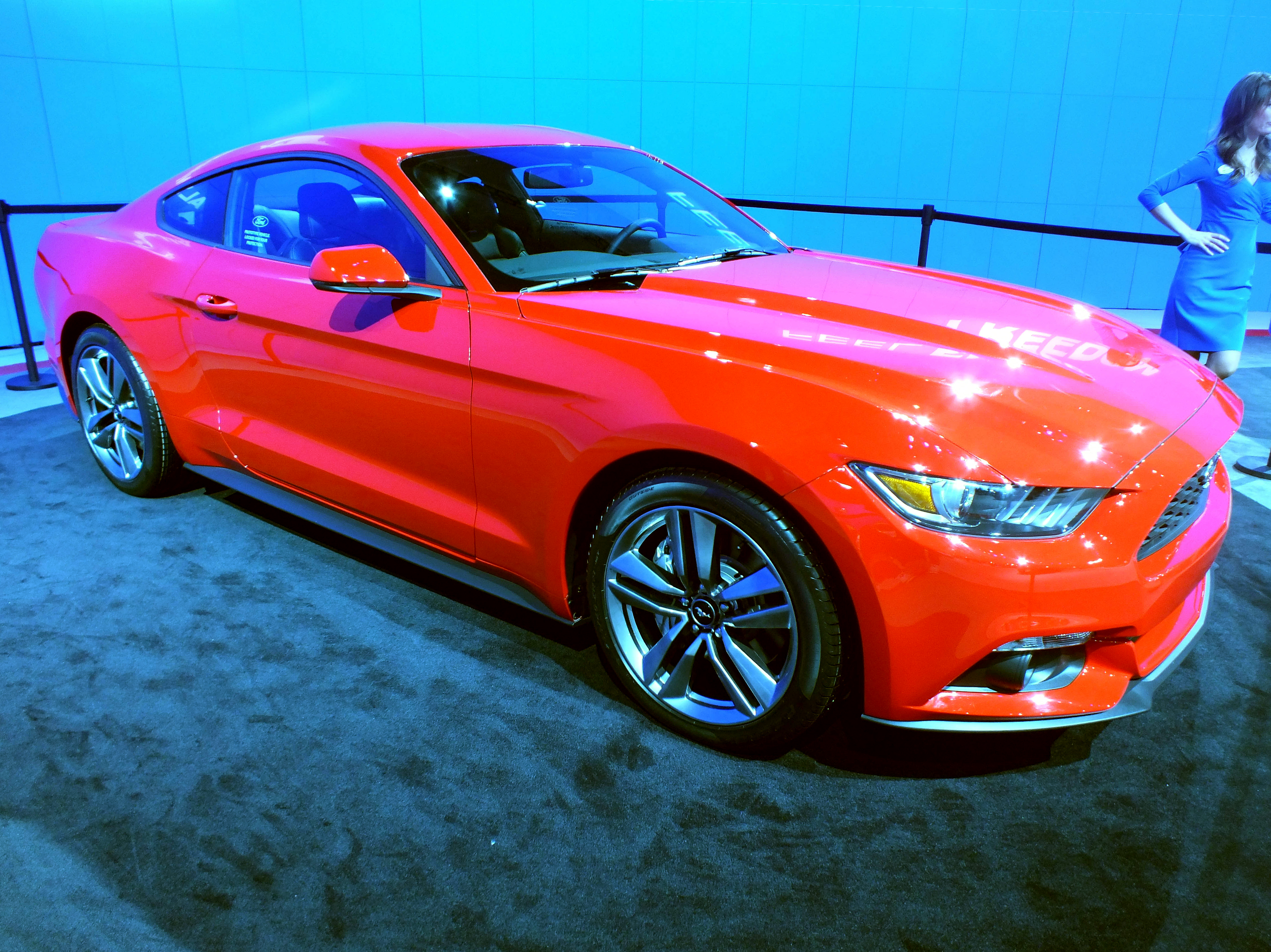
6.th gen Fastback 2015–2017
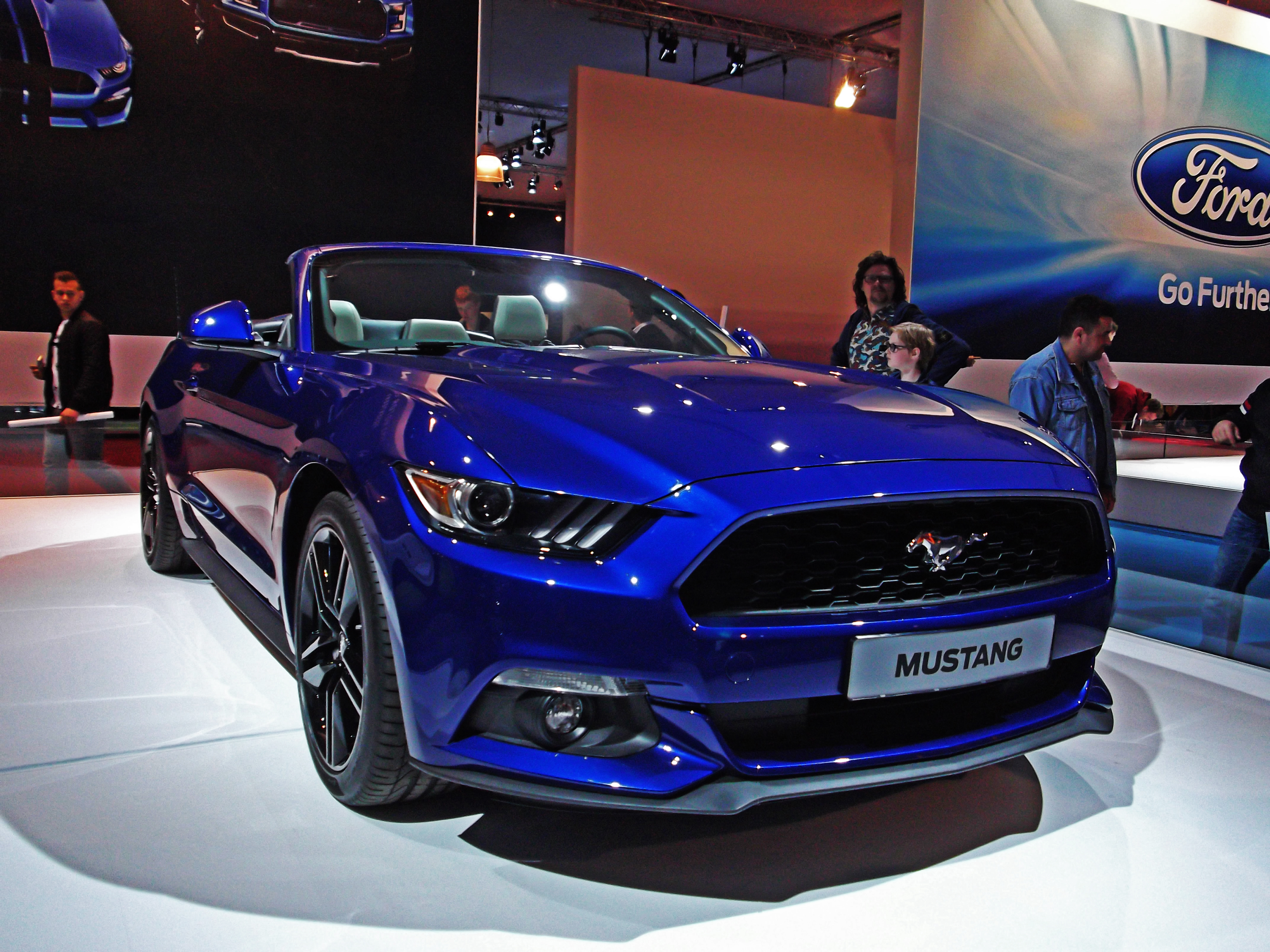
6.th gen Convertible 2015–2017
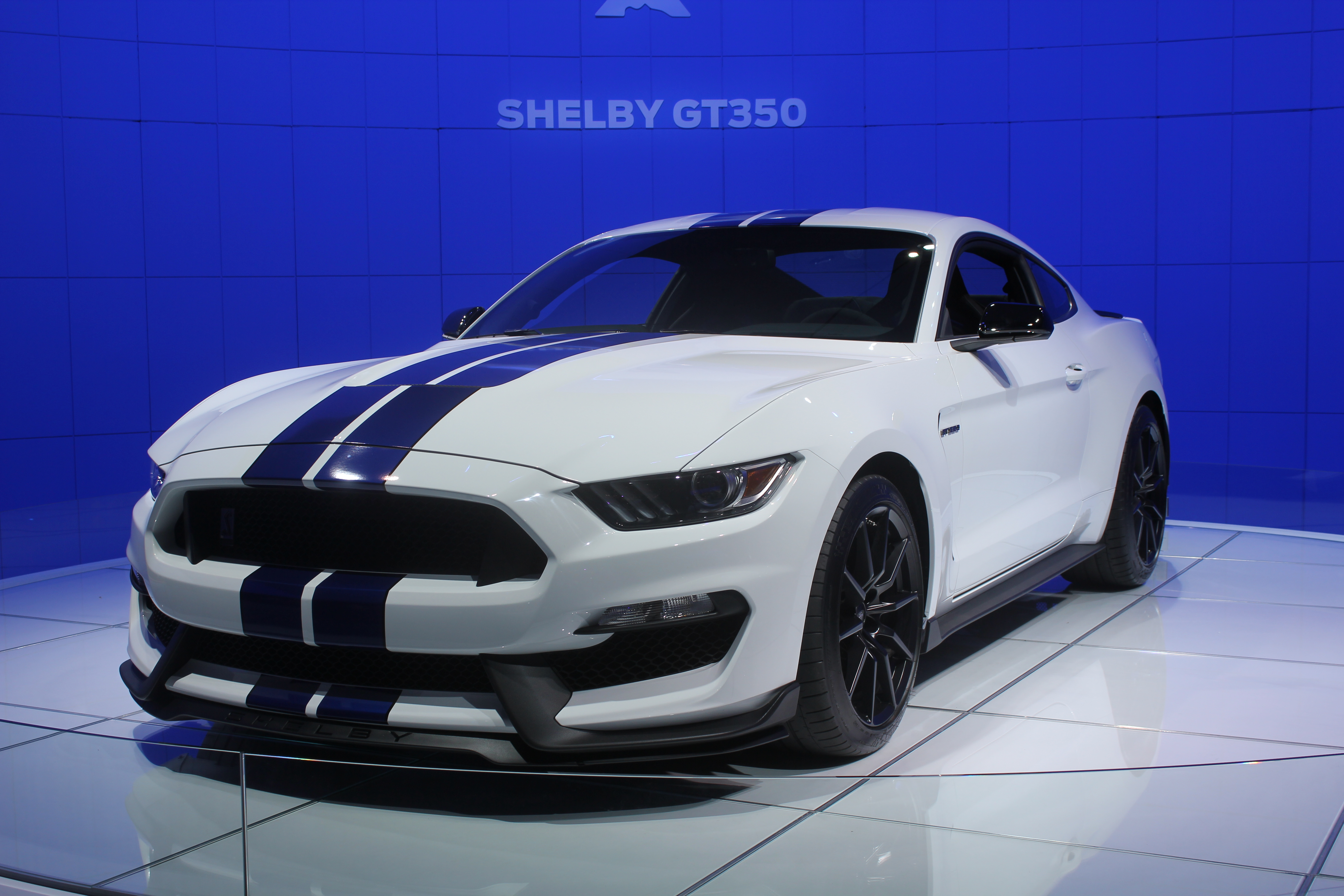
6.th gen Shelby GT350
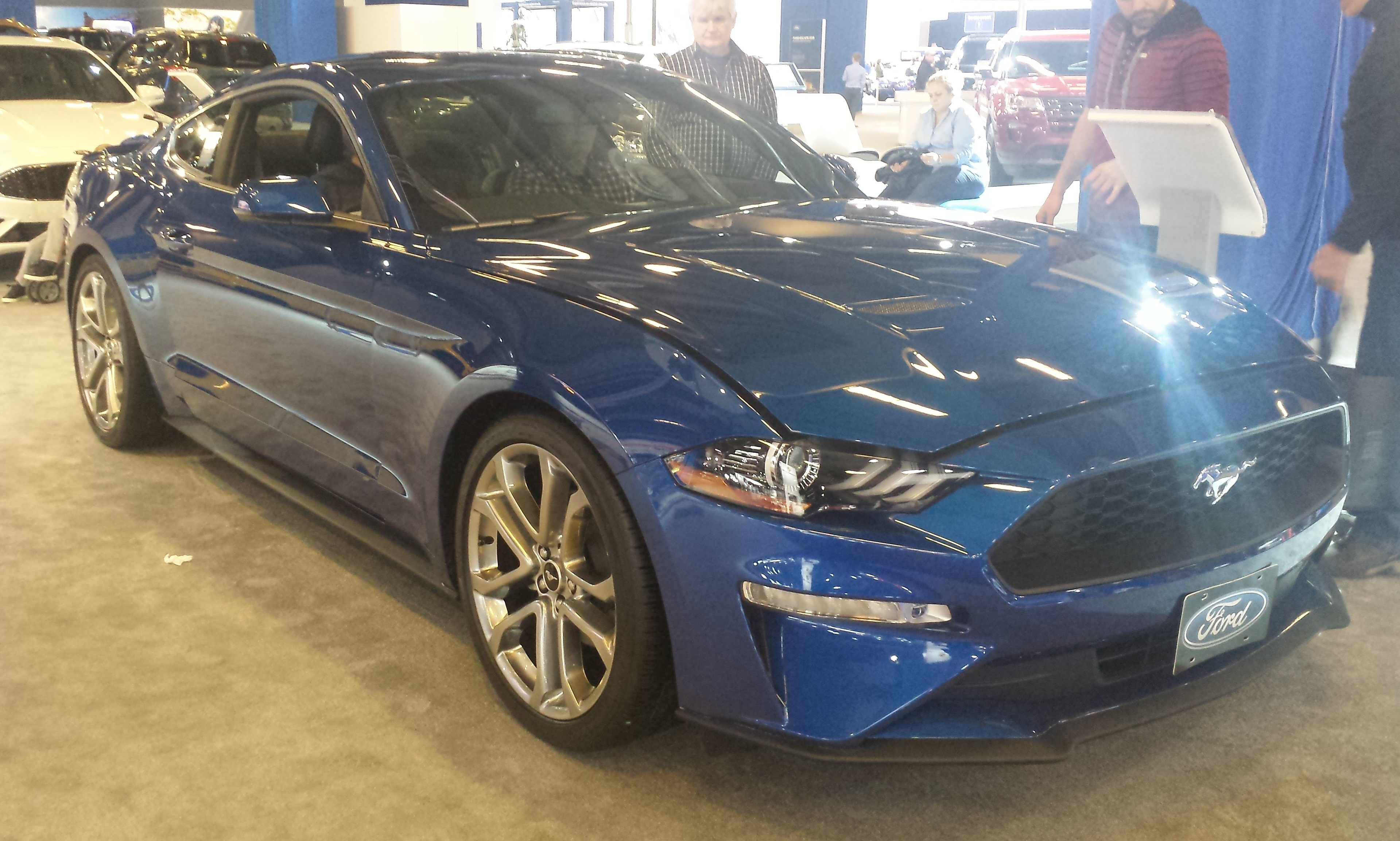
6.th gen 2018–2020
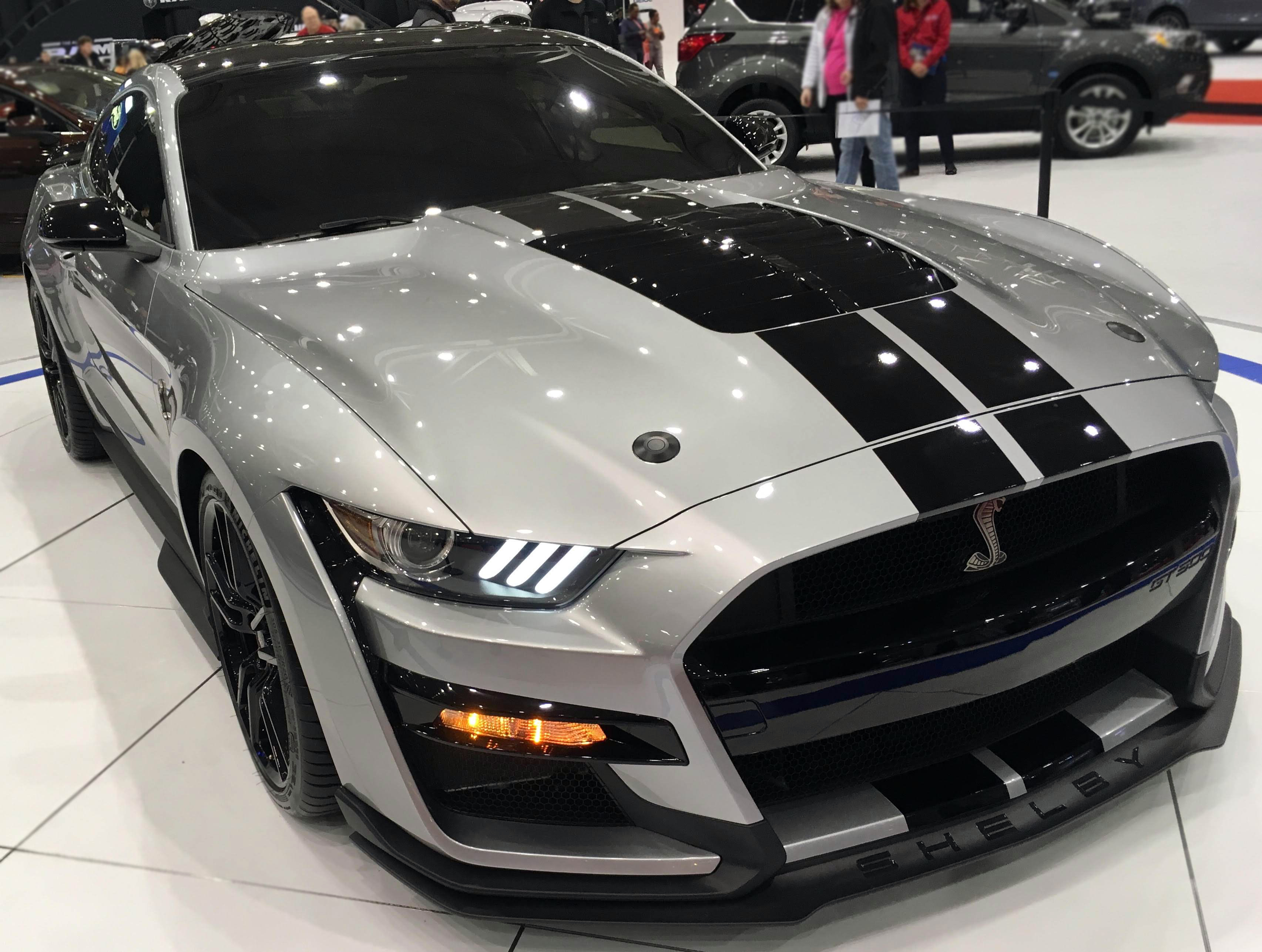
6.th gen MY2020 Shelby GT 500

## Ve filmech
Ford Mustang byl natolik oblíbený, že se objevil v celé řadě filmů. Nejdůležitější roli sehrál ve filmu Bullittův případ. Detektiv Bullit pronásleduje ve svém zeleném Ford Mustangu GT 390 Fastback černý Dodge Charger R/T 440 Magnum 1968. Další známá role pochází z filmu Gone in sixty seconds, zde byl použit model Mach 1, v roce 2000 byl natočen remake 60 sekund.

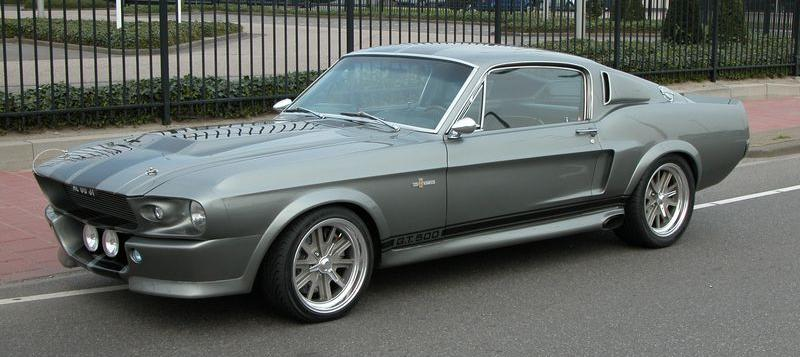
60 sekund – Eleanor

Zde hrála vrcholná verze Shelby Mustang GT 500. Lupiči, kteří ji měli ukrást používali přezdívku Eleanor. Mustang se také objevil v třetím a šestém díle série Rychle a zběsile. Ve trojce hlavní hrdina nemá žádné jiné auto k dispozici na poslední závod a tak opraví otcův starý černý Mustang s motorem z Nissanu Silvia s motorem RB26, v šestce má bílý. Další Mustang, tentokrát cabrio se objevil v bondovce Goldfinger. Vůz patřil Tilly Mastersonové. Ve filmu se odehrává honička s Bondovým vozem Aston Martin DB5, v dalším Bondovi, Diamanty jsou věčné (1971), se v centru Las Vegas (tehdy bylo centrum na ulici Fremont Street) snaží uniknout místním policajtům v červeném Mach 1 a nakonec jim unikne po dvou kolech v úzké uličce. Ve francouzském filmu Dobrodruh (Le marginal1984) s Jeanem Paulem Belmondem se objevuje po zavraždění detektivova kamaráda na scéně opancéřovaný osmiválcový mustang s 200 koňmi při pronásledování vrahů. Mustang se objevil i několika českých filmech, Jáchyme, hoď ho do stroje!, kde se v něm cestou na zámek Konopiště proháněl Luděk Sobota. Ve filmu Samotáři, kde ho měl dealer drog. Ford Mustang také hraje hlavní roli v pokračování proslulého seriálu Knight Rider – Legenda se vrací. Setkáme se s ním i ve filmu s Willem Smithem – Já, legenda ve verzi GT500. Bílého Mustanga FOX 5.0 používali filmaři v detektivním seriálu Jake a Tlusťoch. Stejně tak se objevil několikrát v sérii Rychle a zběsile, dále ve filmech Rallye smrti (2008), Drive (2011) je honička Mustangu GT s Chryslerem 300. Hlavní roli Mustang dostal v dvou filmech v roce 2013, je to Shelby GT 500 SVT Super Snake, v béčkovém filmu Závod s časem (Getaway), a v roce 2014 se natočil film podle známé počítačové hry Need for Speed, kde hrál upravený Shelby 1000 hlavní roli a na konci filmu se objevuje ještě prototyp nové šesté generace Mustangu. To že to je prototyp či testovací model lze poznat podle zaslepených multifunkčních tlačítek na volantu. Ford Mustang 1969 Mach 1 hraje důležitou roli také ve filmu John Wick (2014), kde jej titulnímu hrdinovi ukradnou ruští mafiáni.

## Ve videoklipech
Ford Mustang se také často objevuje v hudebních videoklipech.
- Verze 2013–2014 5.0 a Shelby GT 500 v klipu Armin van Buuren feat. Trevor Guthrie – This Is What It Feels Like[3]
- Verze 2011–2012 5.0 v Klipu Nelly – Just a dream[4]
- Červený typ FOX 1987–1994 v klipu Britney Spears, Iggy Azalea – Pretty Girls[5]
- Červený Mustang v klipu DJ Fresh feat. Ella Eyre – Gravity[6]
- Červený Mustang v klipu Cher Lloyd – Oath[7]
- Bílý Mustang GT Convertible 1969 v klipu Sigma – Stay[8]
- Černý Mustang 1966 Shelby GT 350 v klipu G-Eazy feat. Bebe Rexha – Me, Myself & I[9]
- Mustang 1969 v klipu – Jonas Blue – What I Like About You ft. Theresa Rex[9]

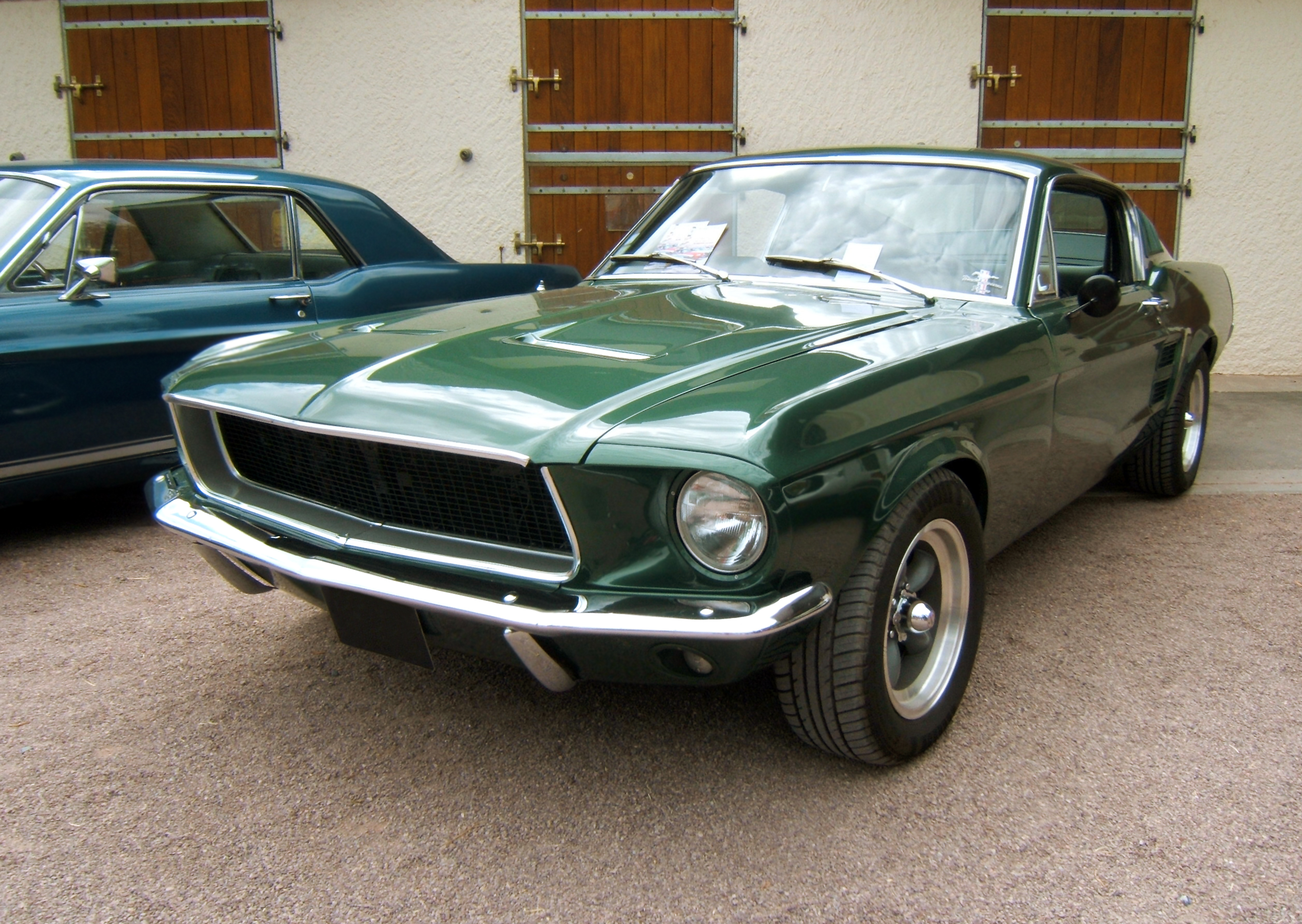
Bullitův případ